# غزة
غَزَّة مدينة ساحلية فلسطينية، وأكبر مدن قطاع غزة وتقع في شماله، في الطرف الجنوبي للساحل الشرقي من البحر المتوسط. تبعد عن مدينة القدس مسافة 78 كم إلى الجنوب الغربي، ويحدها من الشمال الشرقي أراضي مدينة الخليل الغربية المحتلة منذ عام 1948 وهي مركز محافظة غزة إداريًا وأكبر مدن قطاع غزة، فمن حيث تعداد السكان بلغ عدد سكان المدينة 2,141,000 نسمة في عام 2023م، ما يجعلها أكبر تجمع للفلسطينيين في فلسطين. تبلغ مساحتها 56 كم2، مما يجعلها من أكثر المدن كثافة بالسكان في العالم.
تعتبر مدينة غزة من أهم المدن الفلسطينية؛ لأهمية موقعها الاستراتيجي والأهمية الاقتصادية والعمرانية للمدينة، بالإضافة إلى كونها المقر المؤقت للسلطة الوطنية الفلسطينية، ووجود الكثير من مقراتها ووزارتها فيها.
أسس المدينة الكنعانيون في القرن الخامس عشر قبل الميلاد، احتلها الكثير من الغزاة كالفراعنة والإغريق والرومان والبيزنطيين والعثمانيين والإنجليز وغيرهم. في عام 635م دخل المسلمون العرب المدينة وأصبحت مركزاً إسلامياً مهماً. يوجد بها قبر هاشم بن عبد مناف الجد الثاني للنبي محمد بن عبد الله، لذلك تُسمى أيضاً غزة هاشم، كما أنها مسقط رأس الإمام الشافعي الذي ولد عام 767م وهو أحد أئمة المذاهب الأربعة عند المسلمين السنة.
في التاريخ المعاصر، سقطت غزة في أيدي القوات البريطانية أثناء الحرب العالمية الأولى، وأصبحت جزءاً من الانتداب البريطاني على فلسطين. ونتيجة للحرب العربية الإسرائيلية عام 1948م، تولت مصر إدارة أراضي قطاع غزة وأجرت عدة تحسينات على المدينة. احتلت إسرائيل قطاع غزة عام 1967م (عام النكسة)، وبعد اتفاقية أوسلو بين منظمة التحرير الفلسطينية وإسرائيل عام 1993م، بموجب اتفاق غزة-أريحا الموقَّع في 4 مايو عام 1994م انتقلت السلطة المدنية إلى سلطة الحكم الذاتي الفلسطيني. بعد انتخابات عام 2006م اندلع قتال بين حركة فتح وحركة المقاومة الإسلامية حماس، حيث رفضت حركة فتح نقل السلطة في غزة إلى حركة حماس، ومنذ ذلك الحين وقعت غزة تحت الحصار من قبل إسرائيل ومصر. بعد الثورة المصرية في 25 يناير 2011م، فتحت مصر معبر رفح من أجل التسهيل على مواطني غزة، مع أن هذا القرار لم يُشكِّل فارقاً كبيراً.
الأنشطة الاقتصادية الرئيسية في قطاع غزة هي الصناعات الصغيرة والزراعة والعمل، ومع ذلك، فقد دُمِّر الاقتصاد من خلال الحصار الإسرائيلي والصراعات المتكررة.

## التسمية
تُعتبر غزة أحد أقدم المدن التي عرفها التاريخ، أما سبب تسميتها بهذا الاسم فهو غير مُثبَّت بدقة، لأن هذا الاسم كان قابلاً للتبديل والتحريف بتبدل الأمم التي صارعتها، فهي عند الكنعانيين (هزاتي)، وعند الفراعنة (غزاتو أو غذة) منذ القرن الخامس عشر قبل الميلاد، أما الآشوريون واليونانيون فكانوا يطلقون عليها (عزاتي) و(فازا)، وعند العبرانيين (عزة). أما العرب الجنوبيين (سبأ، ومعين) فهي عندهم باللفظ العربي (غزة)، وهي في وصفهم ميناء مهم بالقرب من قرى اليهود، وذكرت لديهم منذ القرن الرابع قبل الميلاد فصاعدًا.
في العصور الوسطى، سماها الصليبيون (غادرز)، والأتراك لم يغيروا من اسمها العربي (غزة)، أما الإنجليز ويطلقون عليها اسم (گازا) (بالإنجليزية: Gaza). وقد اختلف المؤرخون - كعادتهم بالنسبة لكثير من المدن القديمة – في سبب تسميتها بغزة، فهناك من يقول إنها مشتقة من المَنَعَة والقوة، وهناك من يقول إن معناها: «الثروة»، وآخرون يرون أنها تعني: «المُميزة» أو «المُختصة» بصفات هامة تميزها عن غيرها من المدن. أما ياقوت الحموي فيقول عنها في معجمه: «غَزَّ فلان بفلان واعتز به إذا اختصه من بين أصحابه».
ارتبط العرب بغزة ارتباطاً وثيقاً فقد كان تجارهم يَفِدون إليها في تجارتهم وأسفارهم باعتبارها مركزاً مهماً لعدد من الطرق التجارية، وكانت تمثل الهدف لإحدى الرحلتين الشهيرتين اللتين وردتا في القرآن الكريم في «سورة قريش»: «رحلتا الشتاء والصيف»: رحلة القرشيين شتاءً إلى اليمن، ورحلتهم صيفاً إلى غزة ومشارف الشام. وفي إحدى رحلات الصيف هذه، مات هاشم بن عبد مناف جدُّ الرسول المصطفى صلى الله عليه وسلم، ودُفن في غزة بالجامع المعروف حالياً بجامع السيد هاشم في حي «الدرج».

## التاريخ

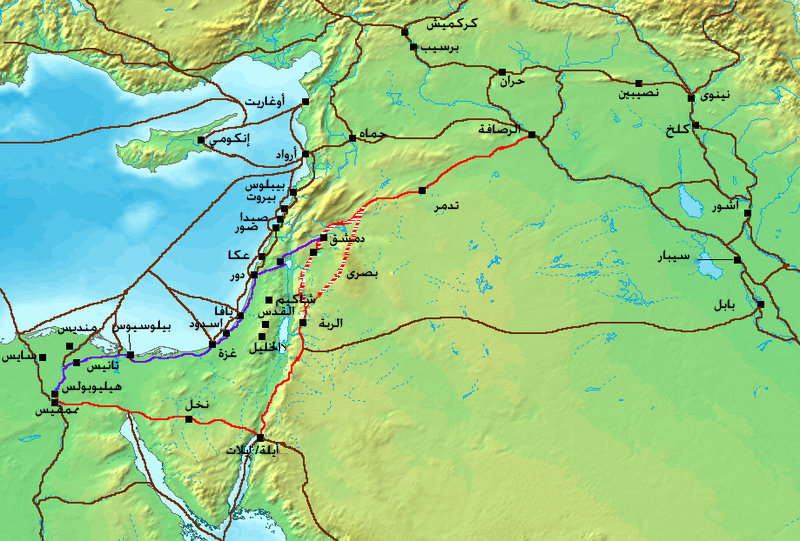
كانت غزة تتخذ مكانا محوريا في طرق القوافل التجارية في العالم القديم.

أسس المدينة الكنعانيون في القرن الخامس عشر قبل الميلاد. وطيلة تاريخها، لم يكن لغزة حكم مستقل، حيث احتلها الكثير من الغزاة كالفراعنة والإغريق والرومان والبيزنطيين والعثمانيين وغيرهم. وكانت أول مرة تذكر فيها المدينة في مخطوطة للفرعون تحتمس الثالث (القرن الخامس عشر قبل الميلاد)، وكذلك ورد اسمها في رسائل تل العمارنة. بعد 300 سنة من الاحتلال الفرعوني للمدينة نزلت قبيلة من الفلستينيين وسكنت المدينة والمنطقة المجاورة لها، عام 635م دخل المسلمون العرب المدينة وأصبحت مركزا إسلاميا مهما وخاصة أنها مشهورة بوجود قبر الجد الثاني للنبي محمد، هاشم بن عبد مناف فيها ولذلك أحيانا تسمى غزة هاشم. وتُعتبر المدينة مسقط رأس الإمام الشافعي 767م الذي هو أحد الأئمة الأربعة عند المسلمين السنة. سيطر الأوروبيون على المدينة في فترة الحملات الصليبية، لكنها رجعت تحت حكم المسلمين بعد أن انتصر صلاح الدين الأيوبي عليهم في معركة حطين عام 1187. ازدهرت المدينة في آخر أيام الحكم العثماني، حيث تأسس فيها أول مجلس بلدي عام 1893. سقطت غزة في أيدي القوات البريطانية أثناء الحرب العالمية الأولى، وأصبحت جزء من الانتداب البريطاني على فلسطين. ونتيجة للحرب العربية الإسرائيلية عام 1948، تولت مصر إدارة أراضي قطاع غزة وأجريت عدة تحسينات في المدينة.
احتلت إسرائيل قطاع غزة عام 1967 (النكسة)، ولكن في عام 1993م، نُقلت المدينة إلى السلطة الوطنية الفلسطينية. بعد انتخابات عام 2006، اندلع قتال بين حركة فتح وحركة المقاومة الإسلامية حماس، حيث رفضت حركة فتح نقل السلطة في غزة إلى حركة حماس. ومنذ ذلك الحين وقعت غزة تحت الحصار من قبل إسرائيل ومصر. لكن بعد الثورة المصرية، قامت مصر بفتح معبر رفح من أجل التسهيل على مواطنين غزة، مع أن هذا القرار لم يُحدث فرقًا كبيرًا.

### الفترة القديمة

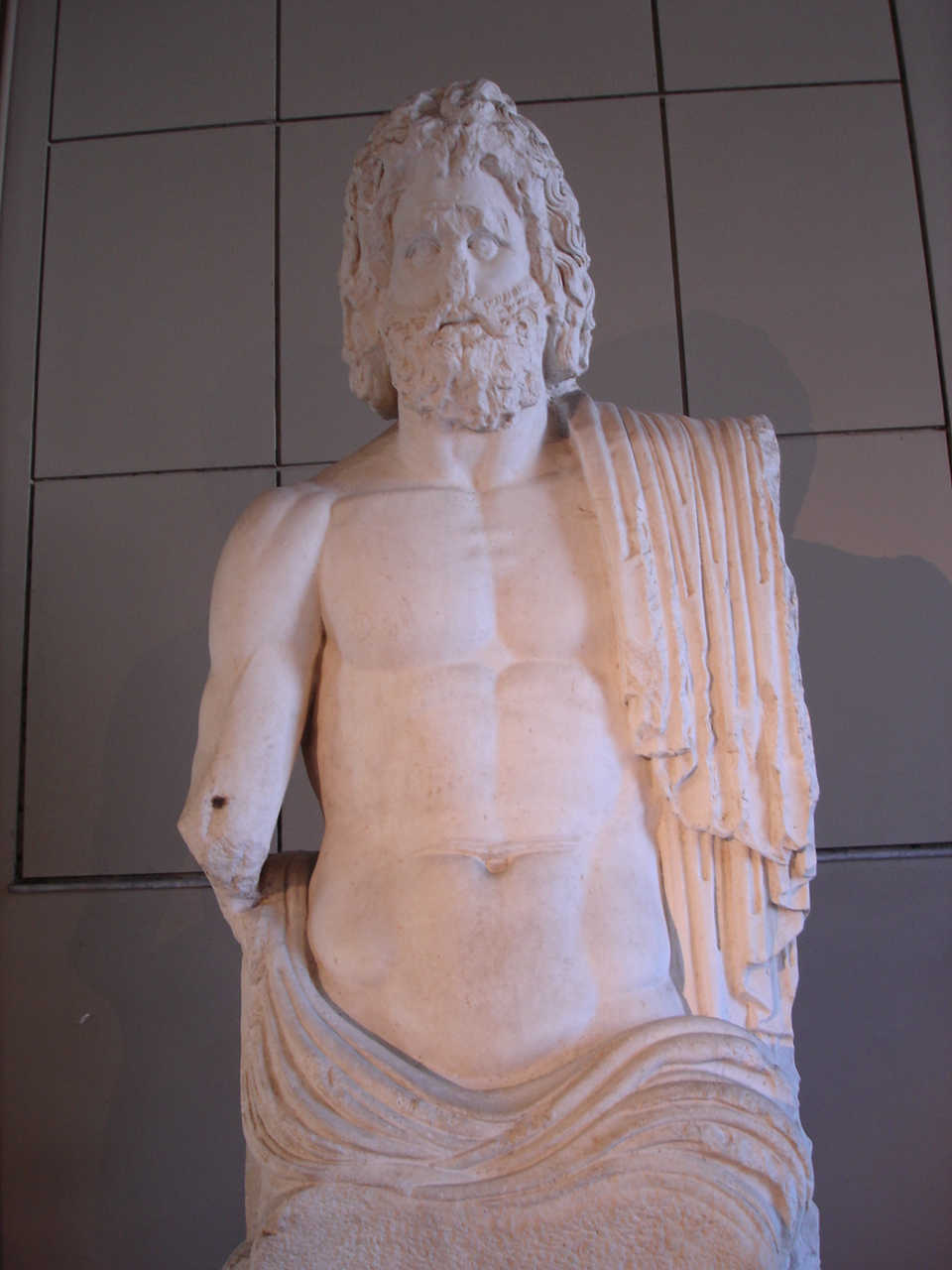
تمثال زيوس، وُجد في غزة.

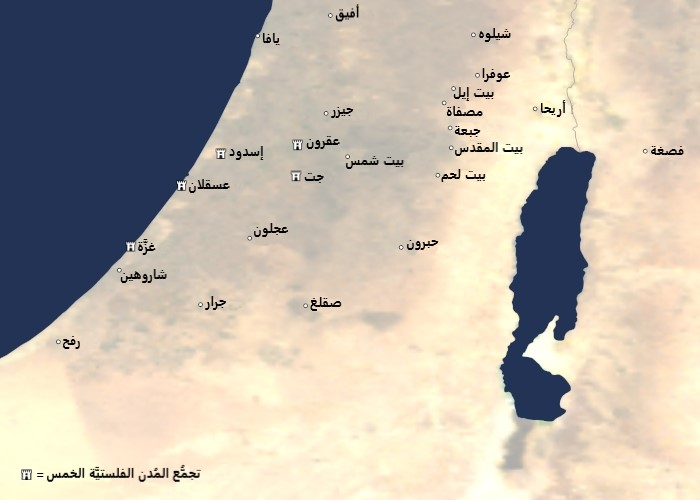
كانت غزة واحدة من خمسة بنتابوليس تابعة للفلستينين في أرض فلسطين.

يعود الاستيطان البشري في منطقة قطاع غزة إلى تل السكن، وهو حصن مصري قديم، والذي بني في الأراضي الكنعانية إلى الجنوب من قطاع غزة في الوقت الحاضر. كما أن مركزًا آخر في المناطق الحضرية المعروفة باسم تل العجول بدأ ينمو على طول وادي مجرى النهر في غزة.
خلال العصر البرونزي الأوسط، أصبحت تل السكن أقصى مدن جنوب كنعان، وكانت وظيفتها بمثابة حصن. في عام 1650 قبل الميلاد، عندما احتل الهكسوس مصر، عُمرت مدينة ثانية على أنقاض تل السكن. ومع ذلك، هجرها في القرن 14 قبل الميلاد، في نهاية العصر البرونزي.
أصبحت غزة في وقت لاحق عاصمة مصر الإدارية في أرض كنعان. في عهد تحتمس الثالث، أصبحت المدينة محطة على طريق القوافل بين مصر وسوريا، وجاءت في رسائل تل العمارنة باسم "Azzati".
بقيت المدينة تحت السيطرة المصرية لمدة 350 عاما حتى غزاها الفلستينيون في القرن الثاني عشر قبل الميلاد، وأصبحت جزءا من البنتابوليس "pentapolis" الخاص بهم. ووفقا لسفر القضاة، فإن غزة كانت المكان الذي كان قد سجن فيه شمشون من قبل الفلستينيين حتى وفاته.
بعد أن سيطر الآشوريون والمصريون على المدينة، حققت غزة الاستقلال النسبي والازدهار في ظل الامبراطورية الفارسية. ولقد حاصر الاسكندر الأكبر غزة، حيث بقت آخر مدينة تقاوم غزوه في طريقه إلى مصر، لمدة خمسة أشهر قبل احتلالها أخيرا سنة 332 قبل الميلاد، وكان سكانها إما قتلوا أو تم سبيهم. أحضر الإسكندر البدو المحليين ليسكنوا غزة، ونظم المدينة إلى بوليس (أو دولة-المدينة). وقد اكتسبت المدينة سمعة طيبة كمركز مزدهر للتعلم اليونانية والفلسفة.
شهدت غزة حصارا آخر في 96 قبل الميلاد من قبل الحشمونيين الذين «أطاحوا تماما» في المدينة، مما أسفر عن مقتل 500 من أعضاء مجلس الشيوخ الذين كانوا قد فروا إلى معبد أبولو للسلامة.

### العهد الروماني والبيزنطي

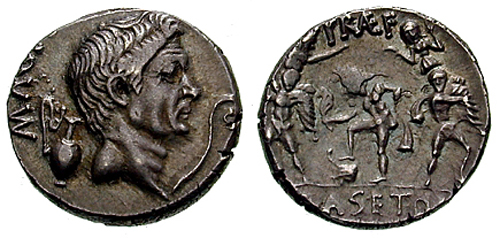
نقود معدنية رومانية منقوش عليها صورة بومبيوس الكبير الذي ضم غزة عام 64 ق.م

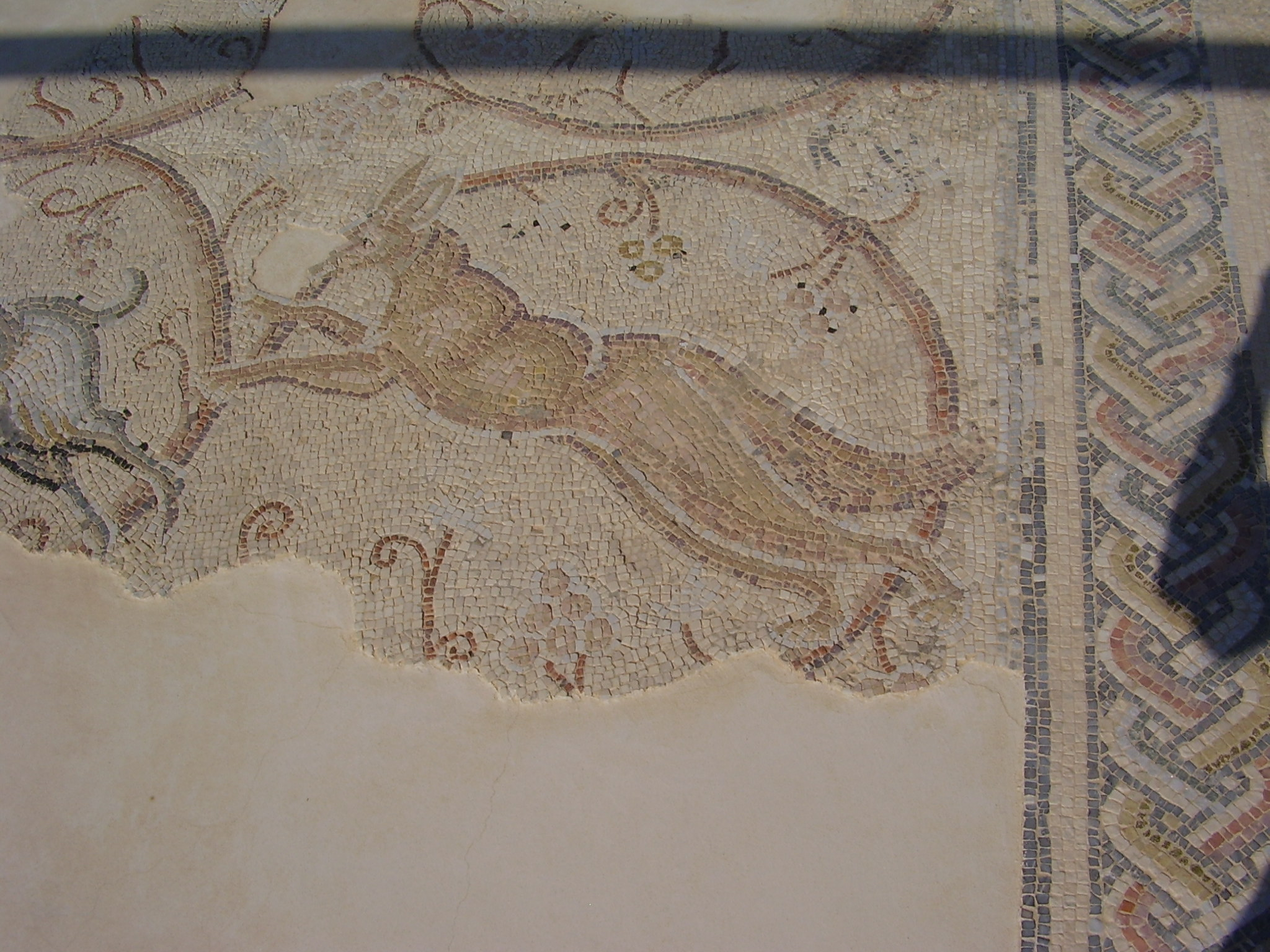
فسيفساء من كنيس غزة القديم.

أُعيد بناء المدينة بعد دمجها في الإمبراطورية الرومانية في 63 قبل الميلاد تحت قيادة بومبيوس الكبير، ثم أصبحت غزة بعد ذلك جزءا من أحد مقاطعات الدولة الرومانية في بلاد الشام. وكانت المدينة مستهدفة من قبل اليهود خلال تمردهم ضد الحكم الروماني في 66 وقد دمرت جزئيا. وظلت مع ذلك مدينة مهمة، خاصة بعد تدمير القدس. طوال العصر الروماني، كانت غزة مدينة مزدهرة وتلقى المنح واهتمام عدة أباطرة. كان 500 عضو في مجلس الشيوخ يحكم غزة، وكان سكان المدينة مجموعة متنوعة من مختلف الأعراق، منهم الفلستينيين والإغريق والرومان والكنعانيين والفينيقيين واليهود والفراعنة والفرس، بالإضافة إلى البدو. وكانت تصدر في غزة عملات معدنية تزين مع تماثيل الآلهة والأباطرة. وخلال زيارته للمدينة في 130م، قام الإمبراطور هادريان بافتتاح حلبة المصارعة شخصيا، في ملعب غزة الجديد، الذي أصبح معروفًا من الإسكندرية إلى دمشق. وقد زينت المدينة في العديد من المعابد الوثنية، وكان الإله الرئيسي "مارناس"، وهو أحد الآلهة القديمة التي انتشرت عبادتها في سوريا القديمة منذ النصف الثاني من الألف الثالث قبل الميلاد، وكان يطلق عليها داجون. وخُصصت المعابد الأخرى لزيوس، وهيليوس، وأفروديت، وأبولو، وأثينا، وتيشي المحلية.
بدأت المسيحية بالانتشار في جميع أنحاء منطقة غزة في 250م، بما في ذلك في ميناء غزة.
وتسارع اعتناق المسيحية في منطقة غزة في فترة القديس بورفيريوس (بين عامي 396م و 420م). في سنة 402م، أمر الإمبراطور ثيودوسيوس الثاني بتدمير جميع معابد المدينة الوثنية الثمانية، وبعد أربع سنوات كلفت الإمبراطورة ايليا ببناء كنيسة فوق أنقاض معبد Marnas.
وبعد انقسام الإمبراطورية الرومانية في القرن 3 م، كانت غزة لا تزال تحت سيطرة الإمبراطورية الرومانية الشرقية التي بدورها أصبحت الإمبراطورية البيزنطية. ازدهرت المدينة، وكانت مركزا هاما لبلاد الشام.

### الحكم الإسلامي
في عام 635م حاصر المسلمون غزة وسيطر عليها جيش الخلفاء الراشدين تحت قيادة عمرو بن العاص بعد معركة أجنادين بين الإمبراطورية البيزنطية والخلافة الراشدة في وسط فلسطين. وكان وصول العرب المسلمين قد جلب تغييرات جذرية على غزة، في البداية حُولت بعض الكنائس إلى مساجد، بما في ذلك المسجد الكبير الحالي في قطاع غزة (الأقدم في المدينة)، كما أن شريحة كبيرة من السكان اعتنقت الإسلام، وأصبحت اللغة العربية هي اللغة الرسمية.
وتعتبر المدينة مسقط رأس الشافعي (767) الذي هو أحد الأئمة الأربعة عند المسلمين السنة. والذي عاش طفولته المبكرة هناك. وكان الشافعي قد أسس فلسفة إسلامية سنية في الفقه، وسُمي المذهب الشافعي تكريما له. وعلى الرغم من حظر الكحول في الإسلام، سمح للجاليات اليهودية والمسيحية للحفاظ على إنتاج النبيذ والعنب، وهو محصول نقدي رئيسي في المدينة، وكانت أساسا للتصدير إلى مصر. لأنه تحدها الصحراء، وكانت غزة عرضة لقتال جماعات البدو.
في عام 796م دُمرت غزة خلال حرب أهلية بين القبائل العربية في المنطقة. ومع ذلك، تم إعادة بناء المدينة من قبل الخلافة العربية الثالثة التي يحكمها العباسيون. وقد وصف الجغرافي العربي المقدسي غزة في 977م حين كان يحكمها الفاطميون «بأنها بلدة كبيرة تقع على الطريق الرئيسي لمصر على الحدود مع الصحراء.» وقد كان في تلك الفترة اتفاق مع السلاجقة، تم بموجبه سيطرة الفاطميين على غزة والأراضي الواقعة جنوبها، بما في ذلك مصر.

### الصليبيون والمماليك

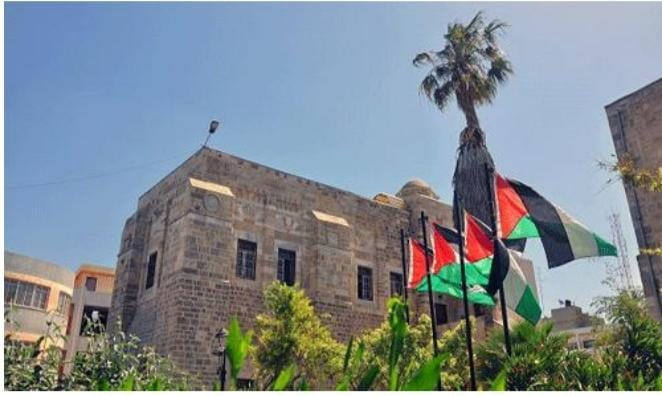
متحف قصر الباشا، أحد المعالم المملوكية في المدينة ومقر حاكم المدينة آنذاك.

احتل الصليبيون الأوروبيون المدينة من الفاطميين في عام 1100م، وقام الملك بلدوين الثالث ببناء القلعة التي استخدمها فرسان الهيكل في غزة في عام 1149. كما تحول الجامع الكبير إلى كاتدرائية القديس يوحنا. في عام 1154، كتب الرحالة العربي الإدريسي عن غزة «المدينة اليوم كثيرة السكان، وهي في أيدي الصليبيين».
في عام 1187م سيطرت القوات الأيوبية، بقيادة صلاح الدين الأيوبي على غزة، ثم دُمّرت تحصيناتها لاحقًا عام 1191م. وقد أمر ريتشارد قلب الأسد بتدعيم المدينة مرة أخري في 1192، لكن تم تفكيك الجدران مرة أخرى نتيجة لمعاهدة الرملة المتفق عليها في 1193. ولقد استمرت الفترة الأيوبية حتى 1260، بعد تدمير المدينة تماما على يد المغول تحت قيادة هولاكو، حيث أصبحت غزة أبعد نقطة إلى جنوب يتقدم إليها الجيش المغولي.
بعد تدمير غزة على يد المغول، بدأ الجنود المماليك بإدارة المنطقة في عام 1277م. وقد جعل المماليك غزة عاصمة المحافظة التي تحمل اسمها «حاكمية قطاع غزة». هذه منطقة تمتد على طول السهل الساحلي من مدينة رفح في الجنوب إلى الشمال مباشرة من قيسارية، وإلى الشرق. بقدر ما المرتفعات الغربية وتلال الخليل المدن الرئيسية الأخرى في المحافظة وشملت اللد والرملة. وقد استخدم غزة التي دخلت فترة من الهدوء خلال الفترة المملوكية بها كموقع في هجماتهم ضد الصليبيين التي انتهت في 1290.
في عام 1294م، ضرب زلزال غزة فدمرها، وبعد مرور خمس سنوات، عاد المغول ليُدمروا كل ما أعاد المماليك بناءه. وقد وصف الجغرافي الدمشقي (الذي توفي عام 1327) غزة باعتبارها «مدينة كثيرة الشجر، كسماط ممدود لجيش الإسلام في أبواب الرمل ولكل صادر ووارد إلى الديار المصرية والشامية.» وفي 1348م، انتشر الطاعون في المدينة، فقضى على معظم سكانها. كما عانى قطاع غزة من الفيضانات المدمرة في عام 1352، والتي كانت نادرة في ذلك الجزء القاحل من بلاد الشام الجنوبية.
إلا أن الرحالة العربي والكاتب ابن بطوطة عندما زار المدينة في 1355، كتب عنها «انها كبيرة ومزدحمة بالسكان، وفيها العديد من المساجد». وقد ساهم المماليك في الهندسة المعمارية في غزة ببناء المساجد والمدارس الإسلامية، والمستشفيات، والحمامات العامة. كما سمحوا لليهود بالعودة إلى المدينة، وقد شهد العصر المملوكي ازدهار المجتمع اليهودي في المدينة. في عام 1481م، كتب الرحالة مشولام «إنها أرض جيدة، ذات أشجار فاكهة وثمار والتي هي من نوعية ممتازة، وهناك الخبز والخمر، والذي هو من صنع اليهود فقط، وفيها عدد كبير من السكان، هناك 70 عائلة يهودية 4 عائلات سامرية». في نهاية العصر المملوكي كانت الطائفة اليهودية في غزة ثالث أكبر جالية يهودية في فلسطين، بعد صفد والقدس.
وقد بنى المماليك واحدا من أهم المعالم في غزة، وهو قصر الباشا، الذي كان يُستخدم لحكم المدينة وإدارتها. ويقع القصر في البلدة القديمة وهو اليوم مدرسة للبنات، بالقرب من مقبرة حرب الكومنولث، غالبًا ما يشار إليها بمقبرة الحرب البريطانية، والتي تحتوي على قبور جنود الحلفاء الذين سقطوا في الحرب العالمية الأولى وهي في حي التفاح.

### العهد العثماني

الجامع العمري بغزة 1862.

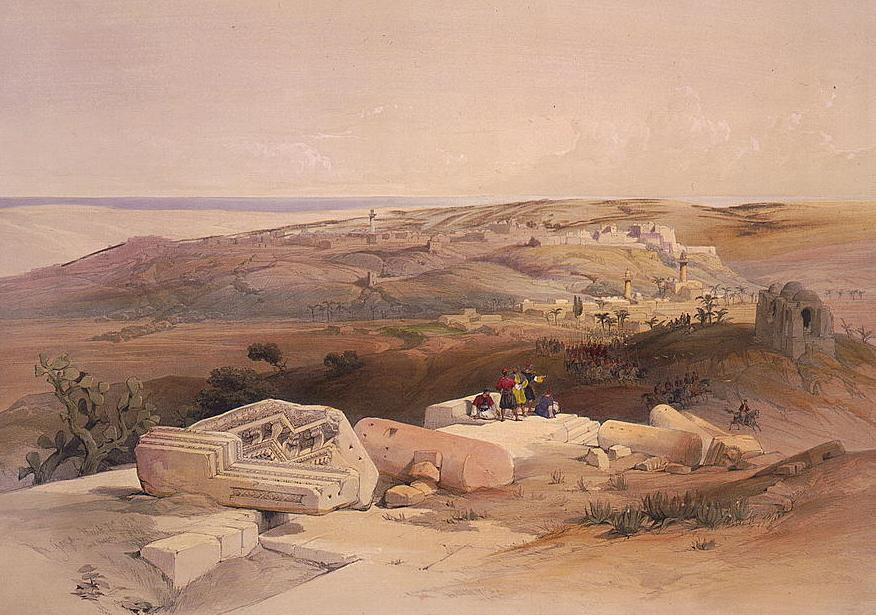
لوحة لغزة تعود عام 1839.

دخلت المدينة تحت حكم الخلافة العثمانية الإسلامية في القرن السادس عشر وبقيت تحت حكمهم حتى سنة 1917 عندما استولت عليها القوات البريطانية خلال الحرب العالمية الأولى بعد ثلاثة معارك ضارية راح ضحيتها الآلاف من كلا الجانبين. وكانت غزة تتبع متصرفية القدس العثمانية، والتي كانت تتبع مباشرة للباب العالي دون أن تتبع أيا من الولايات. وكانت المتصرفية تضم بالإضافة إلى قضاء غزة، كل من أقضية يافا وبئر السبع والخليل. وقد حافظت متصرفية القدس حتى أواخر العهد العثماني- باستثناء الفترة من 1906 حتى 1909 عندما ضم إليها قضاء الناصرة- على حدودها.
يذكر أنه في الحرب العالمية الأولى عندما صمد لواء واحد من الجيش العثماني مؤلف من أقل من ثلاثة آلف جندي فلسطيني في وجه فرقتين بريطانيتين أمام غزة وكبدهم خسائر فادحة وأرغمهما على التقهقر حتى العريش عام 1917 م، أصدر أحمد جمال باشا القائد التركي الذي اشتهر بخصومته للعرب، بيانا رسميا أشاد فيه بالشجاعة الفذة التي أبداها أولئك الجنود الفلسطينيون في غزة أمام أضعاف أضعافهم من جنود الأعداء، وأنها بسالة خارقة تذكر بالشجاعة التي أبداها آباؤهم من قبل عندما حموا هذه البقاع المقدسة بقيادة صلاح الدين الأيوبي.

### العصر الحديث

#### الانتداب البريطاني
في عام 1917، سقطت غزة بيد الجيش الإنجليزي، ودخلت المدينة مع باقي مدن فلسطين مظلة الانتداب البريطاني على فلسطين عام 1920، وأصبحت غزة مركزا لقضاء غزة في تلك الفترة حتى وقوع النكبة، أصبحت جزءا من فلسطين في فترة الانتداب البريطاني وتم اضافتها إلى الدولة الفلسطينية المقترحة عندما أصدرت الأمم المتحدة قرار تقسيم فلسطين إلى دولتين عربية ويهودية عام 1947، ولكن قامت مصر بدخول المدينة عام 1948. في فبراير عام 1949 وقعت كل من مصر وإسرائيل هدنة تقضي باحتفاظ مصر بالمدينة ولذلك كانت مأوى لكثير من اللاجئين الفلسطينيين عند خروجهم من ديارهم. وبقيت تحت الحكم المصري حتى حرب 1967.
قرار التقسيم

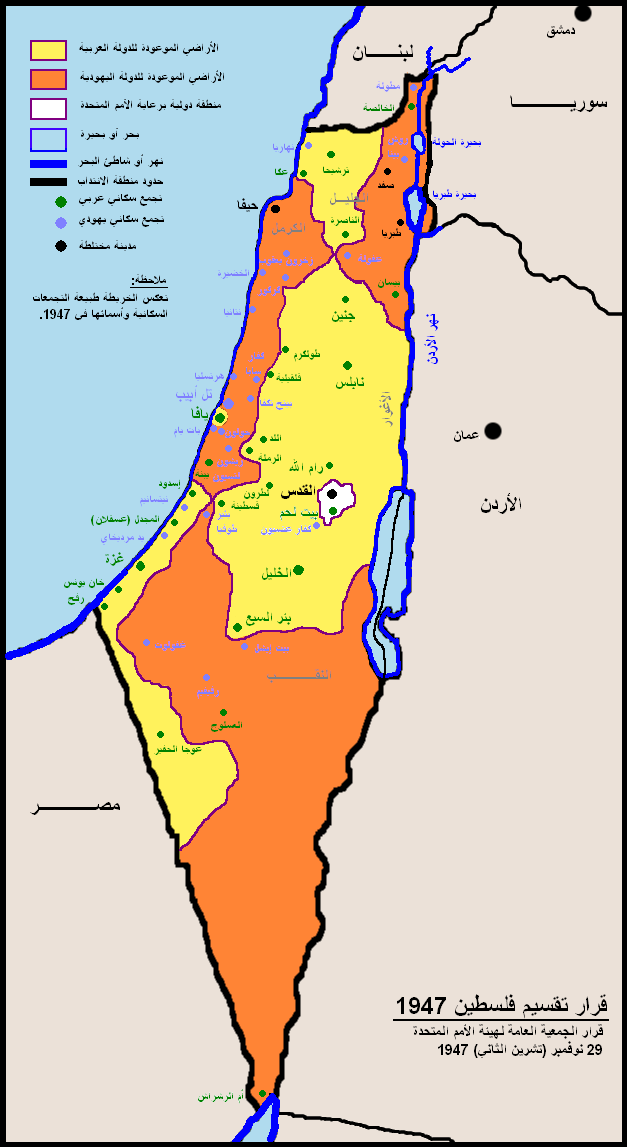
خارطة تقسيم فلسطين عام 1947، تظهر غزة ضمن المنطقة المُحدَدة للعرب.

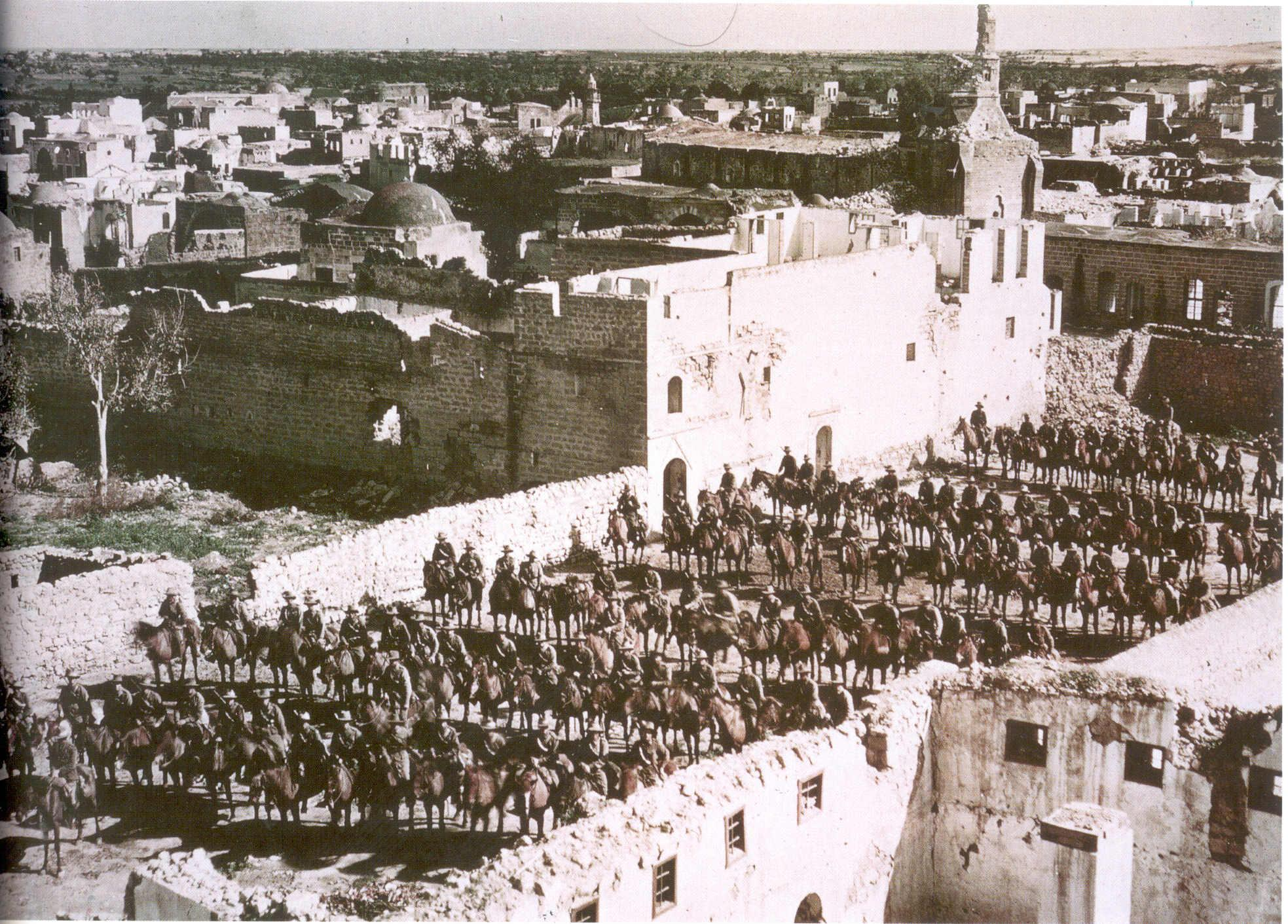
القوات البريطانية في غزة عام 1918.

قامت هيئة الأمم المتحدة عام 1947 بمحاولة لإيجاد حل الصراع العربي الإسرائيلي القائم على فلسطين، وقامت هيئة الأمم بتشكيل لجنة UNSCOP المتألّفة من دول متعدّدة باستثناء الدّول دائمة العضوية لضمان الحياد في عملية إيجاد حلّ للنزاع.
قامت اللجنة بطرح مشروعين لحل النزاع، تمثّل المشروع الأول بإقامة دولتين مستقلّتين، وتُدار مدينة القدس من قِبل إدارة دولية. وتمثّل المشروع الثاني في تأسيس فيدرالية تضم كلا من الدولتين اليهودية والعربية. ومال معظم أفراد لجنة UNSCOP تجاه المشروع الأول والرامي لتأسيس دولتين مستقلّتين بإطار اقتصدي موحد. وقامت هيئة الأمم بقبول مشروع لجنة UNSCOP الدّاعي للتقسيم مع إجراء بعض التعديلات على الحدود المشتركة بين الدولتين، العربية واليهودية، على أن يسري قرار التقسيم في نفس اليوم الذي تنسحب فيه قوات الانتداب البريطاني من فلسطين.
أعطى قرار التقسيم 55% من أرض فلسطين للدولة اليهودية، وشملت حصّة اليهود من أرض فلسطين على وسط الشريط البحري (من إسدود إلى حيفا تقريبا، ما عدا مدينة يافا) وأغلبية مساحة صحراء النقب (ما عدا مدينة بئر السبع وشريط على الحدود المصرية). ولم تكن صحراء النّقب في ذاك الوقت صالحة للزراعة ولا للتطوير المدني، واستند مشروع تقسيم الأرض الفلسطينية على أماكن تواجد التّكتّلات اليهودية بحيث تبقى تلك التكتّلات داخل حدود الدولة اليهودية.
وكانت غزة في ذلك الوقت مركزا لقضاء غزة، التي تم الحاقها بالدولة العربية المُقترحة.
حكومة عموم فلسطين
هي حكومة تشكلت في غزة في 23 سبتمبر 1948  وذلك خلال حرب 1948 برئاسة أحمد حلمي عبد الباقي.
نشأت فكرت تكوينها عندما أعلنت بريطانيا عن نيتها التخلي عن انتدابها على فلسطين وأحالت قضيتها إلى الأمم المتحدة. أدركت القيادة الفلسطينية عندئذ، ممثلة آنذاك بالهيئة العربية العليا لفلسطين بزعامة الحاج أمين الحسيني، أهمية التهيؤ لهذا الحدث واستباقه بإيجاد إطار دستوري يملأ الفراغ الذي سوف ينجم عن انتهاء الانتداب البريطاني وكان هذا الإطار هو إقامة حكومة عربية فلسطينية.
كان قبل ذلك فولك برنادوت قد أعلن في تقرير له في 16 سبتمبر 1948 أن العرب لم يبدوا أي رغبة في تشكيل حكومة في القسم العربي من فلسطين مما قد يؤدي إلى ضمه إلى شرق الأردن. وقد قوبل إعلان هذه الحكومة بالرفض من عدة أنظمة عربية هي الأردن والعراق ومصر. وظل تمثيلها شكليا لفلسطين في الجامعة العربية لعدة سنوات قبل انهيارها.

#### الحكم المصري

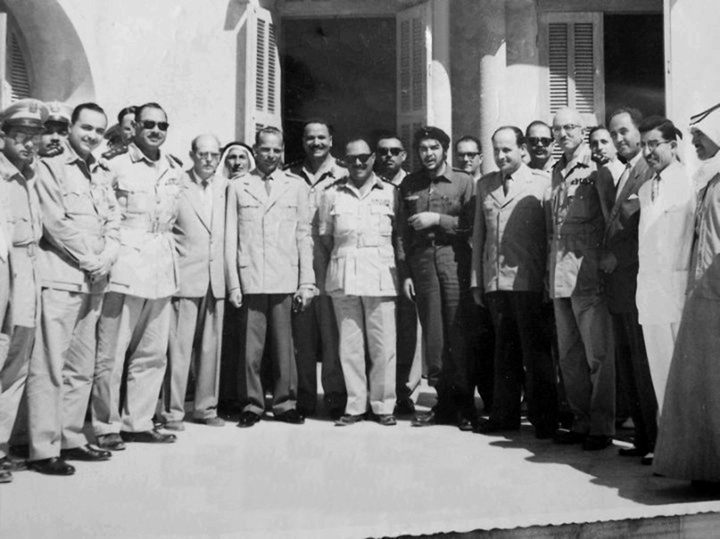
تشي جيفارا في غزة أثناء الحكم المصري.

بعد حرب 1948، أُلحقت المدينة مع كامل قطاع غزة بمصر، حيث بقت تحت الحكم المصري حتى حرب 1967.
في فترة العدوان الثلاثي على مصر سنة 1956 قامت إسرائيل باحتلال المدينة والسيطرة على شبه جزيرة سيناء المصرية، لكن الضغط العالمي على إسرائيل اضطرها للانسحاب منها.
حيث حدث في ربيع 1956 عدّة اصطدامات عسكرية بين مصر وإسرائيل حدثت في قطاع غزة. إسرائيل اتّهمت مصر باستعمال المنطقة كقاعدة للغارات الفدائية على إسرائيل. في أكتوبر/تشرين الأول 1956، هاجمت إسرائيل منطقة قناة السويس في مصر بالتعاون مع فرنسا وبريطانيا، استولت القوّات الإسرائيلية على قطاع غزة وتقدّمت إلى سيناء.
في مارس/آذار التالي، حلّت قوات طوارئ الأمم المتحدة محل القوات الإسرائيلية، ومصر استعادت السيطرة على الإدارة المدنية للشريط. وأعيد احتلال المدينة في حرب الستة أيام (5 يونيو 1967 - 10 يونيو 1967).

#### النكسة

معبر ايرز بين قطاع غزة والنقب.

سقطت المدينة في يد إسرائيل بعد عام 1967، لتظل تحت الاحتلال لمدة 27 سنة وتعاني من الإهمال الإسرائيلي لها كباقي المدن العربية الفلسطينية المحتلة. وقد صادرت سلطات الاحتلال مساحات شائعة من أراضي غزة وأقامت عليها العديد من المستوطنات.
كانت مساحة المستوطنات الإسرائيلية في قطاع غزة تبلغ 155 كيلومترا مربعاً تقريباً، وبالنسبة للكتلة المحيطة بمدينة غزة، وهي الكتلة الشمالية، فتتوزع المستوطنات التي تتصل بإسرائيل عبر طرق عرضية تضمن لها سهولة الاتصال، تضم:
- مستوطنة إيرتز: (أنشئت عام 1968م) على الحدود الشمالية لقطاع غزة مباشرة.
- مستوطنة إيلي سيناي: تقع على بعد 1 كم إلى الشرق من شاطئ البحر ملاصقة تماما لحدود قطاع غزة الشمالية، وهي مستوطنة زراعية أنشئت عام 1983 لاستيعاب عددا من المستوطنين الذين تم إجلاؤهم من سيناء في أعقاب اتفاقية السلام المصرية ـ الإسرائيلية.
- مستوطنة نيسانيت: (أنشئت عام 1982م) على بعد 5 كم شرق البحر، وهي مستوطنة زراعية، أنشئت لتستوعب أعدادا من المستوطنين الذين تم إجلاؤهم من سيناء.
- مستوطنة نتساريم: أنشئت عام 1972 م لتقسم قطاع غزة إلى قسمين شمالي وجنوبي، فهي تقع على بعد 1 كم إلى الشرق من شاطئ البحر، وعلى بعد 1 كم إلى الغرب من الطريق الرئيس، وعلى بعد 4 كم جنوب غزة، ونظرا لاتساع مساحة هذه المستوطنة، وموقعها المتميز جنوبي مدينة غزة، والمشاكل الناجمة عن هذه المستوطنة، جعلت منها كتلة استيطانية قائمة بذاتها.

في ديسمبر 1987، انخرط سكان غزة مبكرًا في الانتفاضة الفلسطينية الأولى (انتفاضة الحجارة) وكانت القيادة الوطنية الموحدة للانتفاضة، تقوم بتوزيع النشرات الأسبوعية في شوارع غزة مع جدول زمني للإضراب المتصاحب مع الاحتجاجات اليومية ضد الدوريات الإسرائيلية في المدينة. وفي المظاهرات، تم أحراق الإطارات في الشوارع، كما ألقى الحشود الحجارة والزجاجات الحارقة على جنود الاحتلال. ورد الجيش الإسرائيلي بالغاز المسيل للدموع والرصاص المطاطي. وأغلقت المدارس في مدينة غزة قسرا، وفتحت تدريجيا لبضع ساعات. ونفذت الاعتقالات خارج البيوت، وفرض حظر التجول ومنع السفر، ما اعتبره الفلسطينيون بأنه عقاب جماعي. ردا على إغلاق المدارس، وتنظيم دورات تعليم سكان المنزل لمساعدة الطلاب على استدراك المادة الفائتة، وهذا أصبح واحدا من الرموز القليلة من العصيان المدني.
يشار بالذكر إلى أن قوات الاحتلال الإسرائيلية قد انسحبت من قطاع غزة في 15 آب / أغسطس 2005 وذلك بقرار من رئيس الوزراء الإسرائيلي أريئيل شارون بعد إنشاءها منذ 38 عاما، تم بعدها تفكيك 21 مستوطنة بقطاع غزة و4 مستوطنات بالضفة الغربية.

#### السلطة الفلسطينية

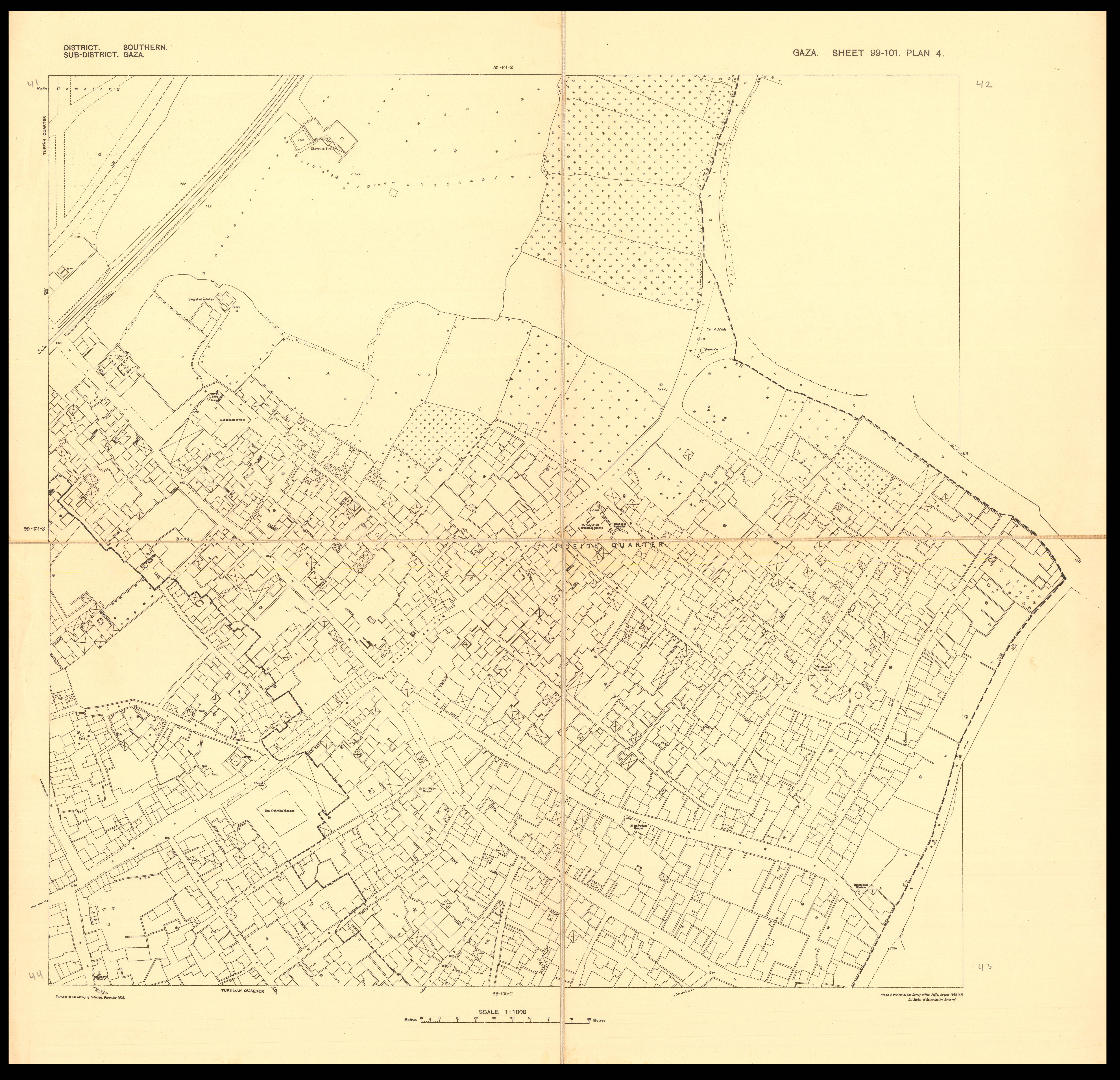
قام الفلسطينيون بنهضة عمرانية وحضارية كبيرة في غزة بالفترة القليلة الماضية، حيث تُعتبر المدينة مقرا مؤقتا للسلطة الفلسطينية.

بقيت المدينة تحت الاحتلال الإسرائيلي حتى عام 1994، حيث أنه في سبتمبر 1993، بعد مُفاوضات سرية، وقّع كل من رئيس وزراء إسرائيل إسحاق رابين ورئيس منظمة التحرير الفلسطينية ياسر عرفات اتفاقية إعلان مبادئ التي تقر انسحاب إسرائيل من قطاع غزة ومناطق أخرى، وتحويل إدارة الحكومة المحلية للفلسطينيين، وفي مايو 1994، انسحبت القوات الإسرائيلية من المدينة ومن القطاع بشكل جزئي تاركة عدة مستوطنات لها تحت امرة الجيش الإسرائيلي في عمق القطاع، وتولت بموجب إتفاقية أوسلو السلطة الوطنية الفلسطينية إدارة المدينة بعد أن كانت تتخذها قوات الجيش الإسرائيلي مقرًا لها أثناء احتلال قطاع غزة ما بين 1967 و1994، وأصبحت منطقة قطاع غزة جُزئيًا تحت حكم السلطة الفلسطينية، إلا أن قطاع غزة ظل فعليًا تحت الاحتلال الإسرائيلي إلى أن انسحبت إسرائيل بالكامل من أراضي قطاع غزة في 15 أغسطس 2005 بأوامر من رئيس الوزراء الإسرائيلي وقتها أريئيل شارون وأبقت على حصارها برًا وبحرًا وجوًا.
بعد فوز حركة حماس بعدد كبير من مقاعد البرلمان الفلسطيني في الانتخابات اندلعت العديد من المناوشات المتفرقة بين عناصر من حركتي فتح وحماس ووصل الأمر ذروته في منتصف يونيو من عام 2007 حيث قامت حركة حماس بالسيطرة على كامل قطاع غزة والمؤسسات الأمنية والحكومية فيه.

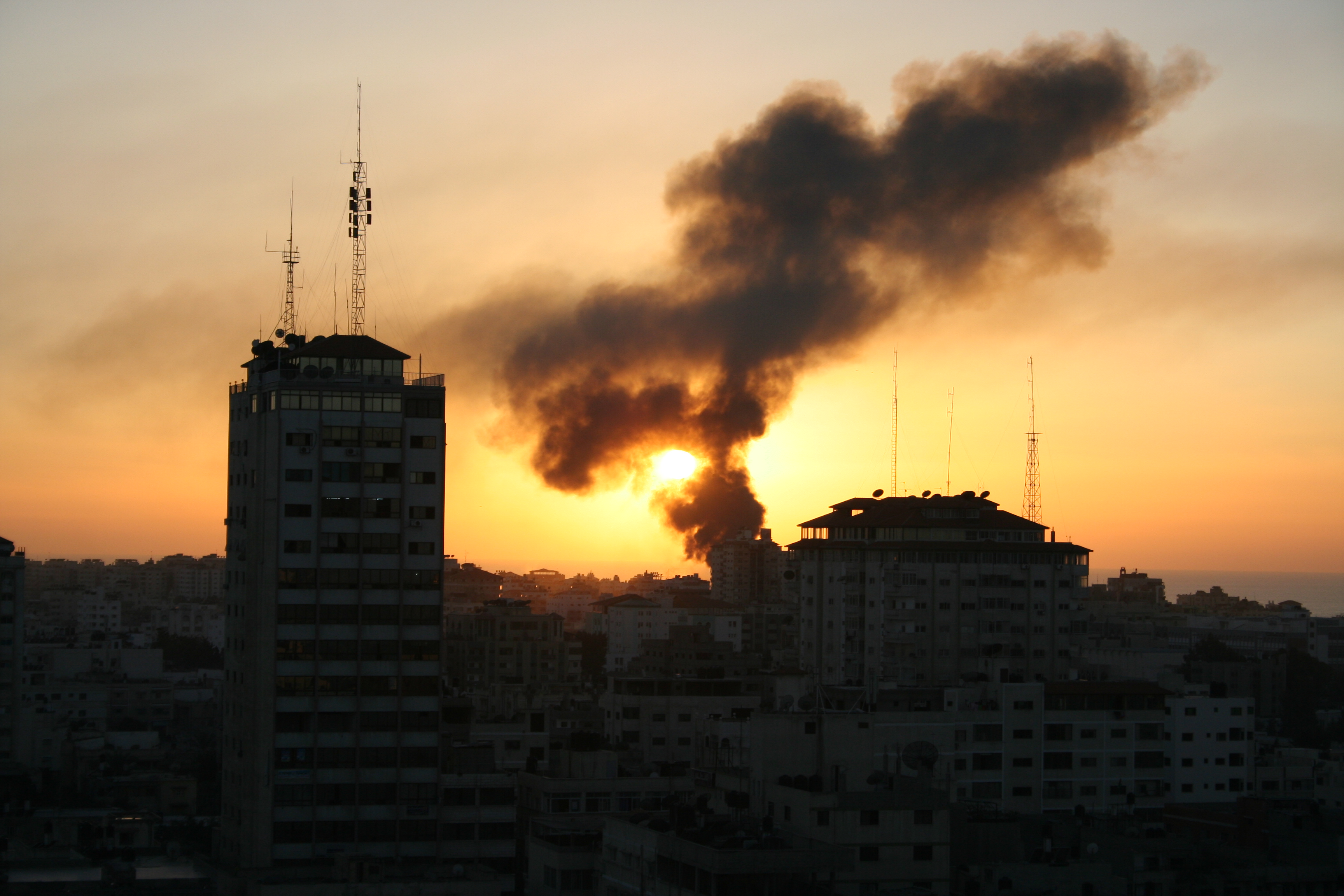
القصف الإسرائيلي على غزة في 2009.

وفي نهاية عام 2008 وبداية عام 2009 وتحديدا بدءا من 27 ديسمبر 2008، بدأت إسرائيل حرب عدوانية شرسة على قطاع غزة بدأت بالقصف الجوي العنيف لجميع مقرات الشرطة الفلسطينية ثم تتالى القصف لمدة أسبوع للمنازل والمساجد وحتى المستشفيات وبعد أسبوع بدأت بالزحف البري إلى الأماكن المفتوحة في حملة عسكرية عدوانية غاشمة كان هدفها حسب ما أعلن قادة الاحتلال الصهيوني هو إنهاء حكم حركة المقاومة الإسلامية حماس، والقضاء على المقاومة الفلسطينية لا سيما إطلاق الصواريخ محلية الصنع مثل صاروخ القسام أو صواريخ روسية أو صينية مثل صاروخ غراد التي وصل مداها خلال الحرب إلى 50 كم، واستُخدمت القوات الصهيونية الأسلحة والقذائف المحرمة دوليًا مثل القنابل الفسفورية المسرطنة والقنابل آجلة التفجير وغيرها.
حاصرت القوات الإسرائيلية قطاع غزة، وقطعت عنها الكهرباء والوقود، وحرمت المرضى من الأدوية، ومنعت الدول العربية المُجاورة من إدخال الوقود إلى القطاع، وما زال الحصار مفروضًا على القطاع حتى الآن، وقد قتل كثير من الفلسطينيين من جراء الاشتباكات والتوغلات الإسرائيلية في القطاع، لا سيما حين قصفت مخيم جباليا شمالي قطاع غزة بالصواريخ وتوغلت فيه.
نزح كثير من الفلسطينيين إلى معبر رفح آملين أن يدخلوا إلى الأراضي المصرية ليبحثوا عن السلام، لكن الإدارة المصرية منعت النازحين من الدخول إلى الأراضي المصرية، وقد كسر النازحون معبر رفح في شهر مارس ودخلوا إلى الأراضي المصرية وما زالوا يعانون من آثار الحصار إلى الآن.
وتحاول منظمات إنسانية دولية كسر الحصار المفروض على غزة من خلال إرسال سفن بها عدد من النشطاء، محملة بالمساعدات الإنسانية، إلا أن إسرائيل تمنع وصول تلك السفن، ومن تلك المحاولات أسطول الحرية عام 2010،  وما تعرض له من هجوم عسكري إسرائيلي.

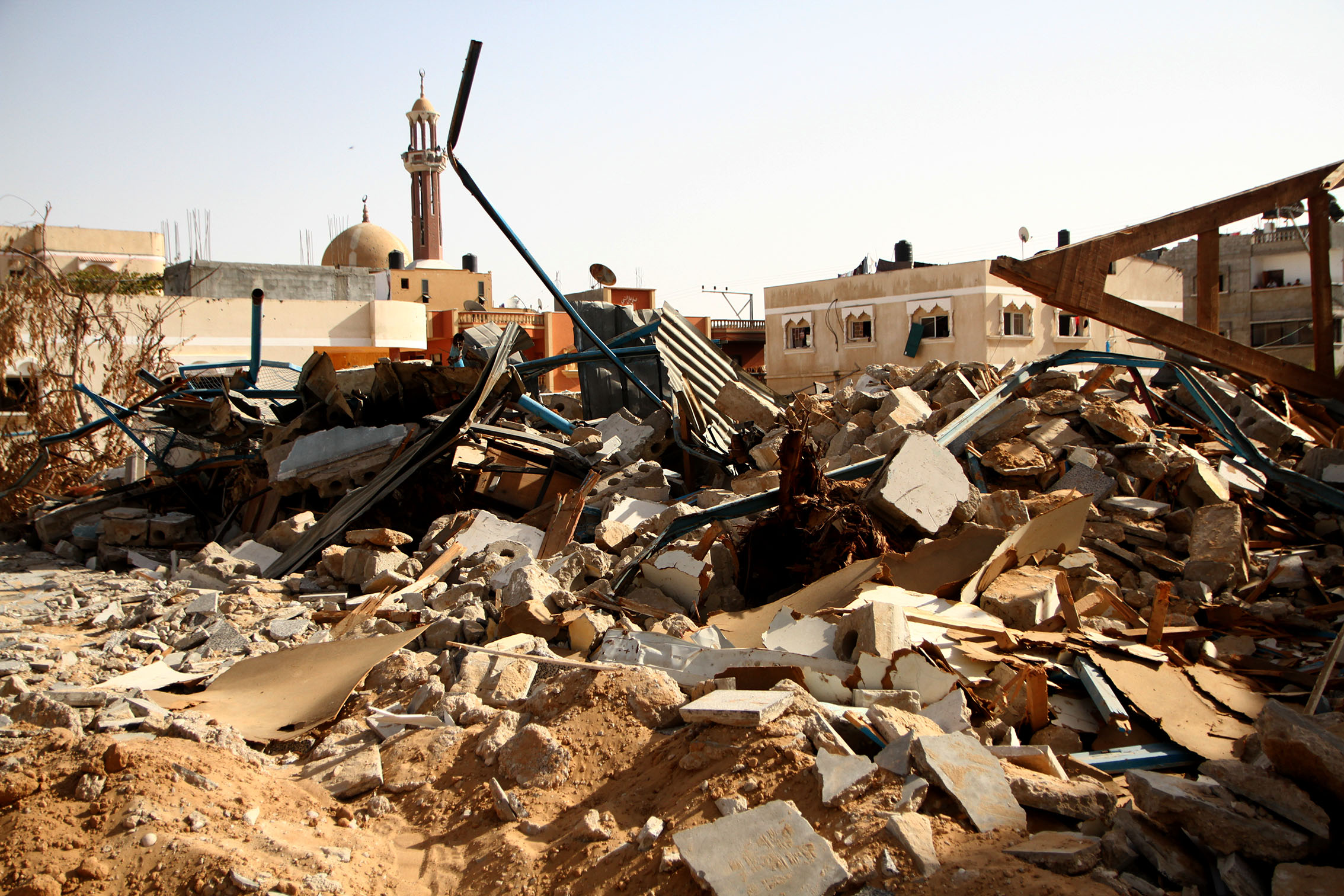
خلف العدوان المتكرر على غزة دمارا واسعا

في نوفمبر 2012، أقدمت إسرائيل على الهجوم على غزة بقصف عشوائي استهدف في بادئ الأمر أحد قادة حماس، إلاّ إنه طال المدنيين بشكل رئيسي، ونتج عنه العشرات من الضحايا. وقد ردّت المقاومة الفلسطينية بشكل غير مسبوق عبر قصفها لمدن في العمق الإسرائيلي كتل أبيب، وهرتسيليا وبئر السبع بعشرات الصواريخ.
في صيف 2014، شنت إسرائيل حربًا أخرى على غزة، فبدءا من يوم 8 يوليو 2014 بدأ الجيش الإسرائيلي عملية الجرف الصامد وردت كتائب عز الدين القسام بمعركة العصف المأكول  وردت حركة الجهاد الإسلامي بعملية البنيان المرصوص وذلك بعد موجة عنف تفجرت مع خطف وتعذيب وحرق الطفل محمد أبو خضير من شعفاط على أيدي مجموعة مستوطنين في 2 يوليو 2014،، وإعادة اعتقال العشرات من محرري صفقة شاليط، وأعقبها احتجاجات واسعة في القدس وداخل عرب 48 وكذلك مناطق الضفة الغربية، واشتدت وتيرتها بعد أن دهس إسرائيلي اثنين من العمال العرب قرب حيفا، وتخلل التصعيد قصف متبادل بين إسرائيل والمقاومة الفلسطينية في قطاع غزة. تخلل هذه الحرب عدة عمليات عسكرية مثل عملية ناحل عوز وعملية العاشر من رمضان.

## الجغرافيا

موقع مدينة غزة شمال قطاع غزة، فلسطين.

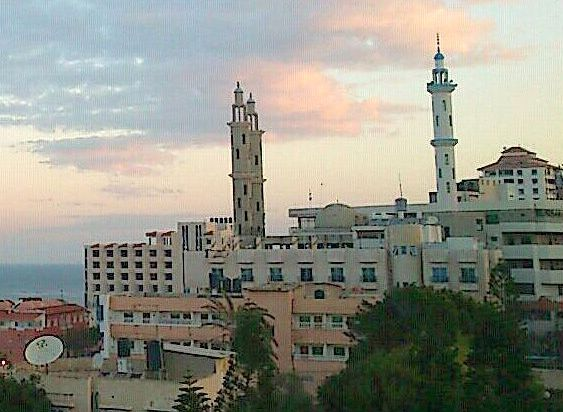
شاطئ غزة.

يقع وسط غزة على تلة بارتفاع 45 قدما (14 متر) فوق مستوى البحر. بُنيت جزء كبير من المدينة الحديثة على طول السهل أسفل التل، وخصوصا في الشمال والشرق، وتشكّل ضواحي غزة. يقع كل من شاطئ وميناء غزة على بعد 3 كم (1,9 ميل) عن مركز مدينة غزة. تبعد مدينة غزة 78 كيلومترًا (48 ميل) إلى الجنوب الغربي من القدس، و 71 كيلومترًا (44 ميل) جنوب تل أبيب،  وعلى بعد 30 كيلومترًا (19 ميل) شمال مدينة رفح. مواقع محيطة تشمل بيت لاهيا وبيت حانون، وجباليا إلى الشمال، وقرية أبو مدين، ومخيم البريج ومخيم النصيرات ومدينة دير البلح إلى الجنوب.
تبلغ مساحة الأراضي التابعة للبلدية ما يُقارب 45 كم مربع (17 ميل مربع). في الانتداب البريطاني، شكلت المناطق الحضرية (المبنية) ما يقارب 7,960 كيلو متر مربع (3070 ميل مربع) أما المناطق الريفية شكلت 143,063 كيلو متر مربع (55,237 ميل مربع). بلغت مساحة الأراضي المروية 24,040 كم مربع (9,280 ميل مربع) والأراضي المزروعة بالحبوب حيث بلغت مساحتها 117,899 كم مربع (45,521 ميل مربع).
يعتمد سكان غزة على المياه الجوفية كمصدر وحيد للشرب والاستخدام الزراعي والمنزلي. يعد وادي غزة أقرب جدول مائي جنوبا. والذي يحتوي على كمية قليلة من الماء في الشتاء أما صيفا فيكاد لا يحتوي على ماء. يتم تحويل معظم إمدادات المياه فيها إلى إسرائيل. المياه الجوفية على طول ساحل قطاع غزة هو الخزان الرئيسي للماء في قطاع غزة وتتكون معظمها من الحجر الرملي العصر الجليدي. مثل معظم قطاع غزة، مغطى غزة بتراب رباعي.
المعادن الطينية في التربة تمتص الكثير من المواد الكيميائية العضوية وغير العضوية والتي قد خففت جزئيًا مدى تلوث المياه الجوفية. تلة معروفة في جنوب شرق غزة تسمى (المنطار) وهو ذات ارتفاع 270 قدم (82 م) فوق مستوى سطح البحر.

### مناطق المدينة

ش. عمر المختار، حي تل الهوى بغزة.

تشكل البلدة القديمة جزء رئيسي من نواة غزة. وتتكون من حي الدرج في الشمال (المعروف أيضًا باسم الحي مسلم) وحي الزيتون في الجنوب. تعود مُعظم المباني إلى العصر المملوكي أو العصر العثماني وبُنيت على بعض المباني القديمة. وتبلغ مساحة البلدة القديمة حوالي 1,6 كيلومتر مربع (0.62 ميل مربع). تتكون غزة من 11 حي، يقع حي الدرج وحي الصبرة ما بين حي الرمال والبلدة القديمة.
- حي الشجاعية: من أكبر أحياء مدينة غزة، وينقسم إلى قسمين الشجاعية الجنوبية (التركمان) والشجاعية الشمالية (الجديدة)، بُنى خلال عهد الأيوبيين،[80] يسكنه أكثر من 300 ألف نسمة، ويعمل معظم سكانه بصناعات خفيفة مثل الخياطة والزراعة وغيرها كما أنه يمتاز بأنه منطقة تجارية فيها كل الأشكال التجارية والورش، به مقبرتان القديمة، ومقبرة الشهداء، وبه أكبر منطقة صناعية في غزة، وبه معبر المنطار التجاري. وقد شهد هذا الحي العديد من الاجتياحات الإسرائيلية.
- حي التفاح: تعود هذه التسمية لكثرة أشجار التفاح التي كانت تنتشر في هذا الحي وهو من الأحياء القديمة بمدينة غزة.[79]
- حي الرمال: ويعتبر من أرقى أحياء مدينة غزة وأكبرها مساحة بُني في ثلاثينيات وأربعينيات القرن 20،[77][81] وينقسم إلي الرمال الشمالي والجنوبي. ويمتد الشمالي منه من بداية حي الشيخ رضوان (الشارع الأول) إلى شارع المختار والرمال الجنوبي من شارع عمر المختار إلى بداية حي تل الهوى.
- حي النصر: سُمي الحي بالنصر احترامًا للجمال عبد الناصر الذي بُني في خمسينيات القرن 20.[82]
- حي الزيتون: سمي بذلك لكثرة أشجار الزيتون المزروعة فيه، ولكن تم اقتلاع وتجريف الكثير منها خلال انتفاضة الأقصى وبخاصة في الحرب الأخيرة من قبل الجيش الإسرائيلي على قطاع غزة بتاريخ 27/12/2008 م، ويعتبر حي الزيتون أحد أكبر أحياء مدينة غزة، حيث يقطنه أكثر من 100 ألف نسمة.
- حي الدرج: وكان يسمى سابقاً «حي بني عامر» نسبة لقبيلة بني عامر العربية التي سكنته مع بداية الفتح الإسلامي ثم حي«البرجلية» نسبة للمحاربين المدافعين عن أبراج المدينة في العصر المملوكي.
- حي الصبرة: من أحياء غزة القديمة نسبيًا ويقع بعد شارع الثلاثيني.
- حي الشيخ رضوان: يمتد من الشارع الأول إلى الشارع الثالث شمالاً ومن شارع النصر غرباً ومن قرية جباليا النزلة شرقاً ويقع الحي على بعد 3 كيلومتر (1.9 ميل) شمال البلدة القديمة.[79][83]
- حي تل الهوى: وهو أحد الأحياء الجديدة وبرزت فيه العمارة بعد قدوم السلطة الفلسطينية إلى غزة حيث أقيمت أغلب المؤسسات الحكومية في هذا الحي، وعند قدوم حكومة حركة المقاومة الإسلامية حماس عن طريق الانتخابات قامت بتسميته بتل الإسلام، لكن لم تنجح في ذلك، وبقي الناس ينادوه بتل الهوى.
- حي الشيخ عجلين: هو حي يقع في جنوب مدينة غزة بالقرب من الطريق الساحلي.[84] في 18 نوفمبر 2002، هاجمت قوات الدفاع الإسرائيلية الحي، ودمّرت مكاتب جهاز الأمن الوقائي التابع للسلطة الوطنية الفلسطينية.[85]
- المنبر والمجلس - المسجد العمري الكبير بحي الدرج غزةحي الدرج

المخيمات

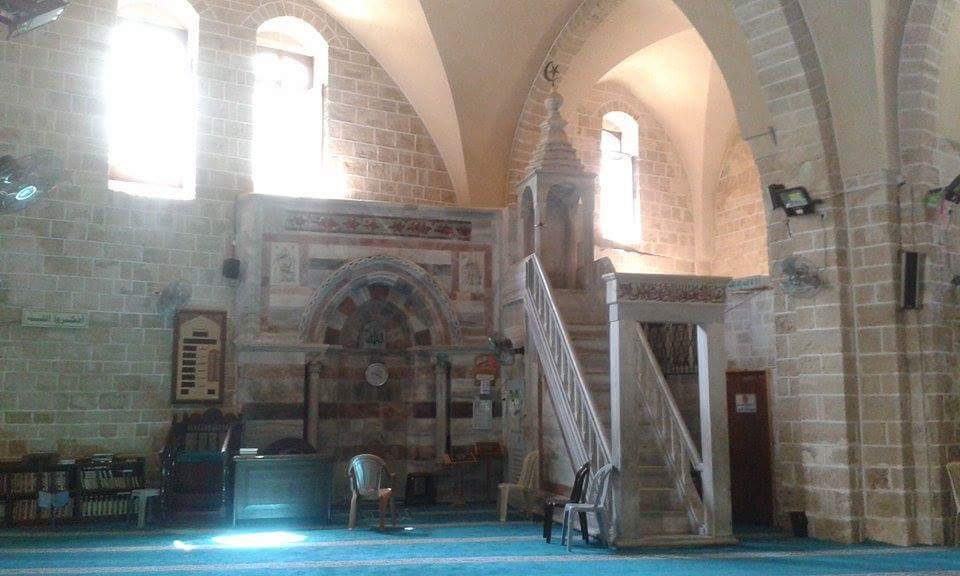
المنبر والمجلس - المسجد العمري الكبير بحي الدرج غزة

- مخيم جباليا: يقع شمال مدينة غزة ويعتبر أكبر المخيمات ولكنه يتبع لمحافظة شمال غزة وليس لمحافظة غزة.
- مخيم الشاطئ: يقع غرب المدينة مقابلاً للساحل.
- مخيم النصيرات: يقع على بعد 8 كم جنوب مدينة غزة وعلى بعد 6 كم شمال بلدة دير البلح ويقع المخيم في وسط قطاع غزة

### المناخ
تمتاز غزة بمناخ متوسطي وشتاء معتدل جاف، والصيف حار ساخن. يبدأ فصل الربيع في شهر مارس أبريل وأكثر الشهور حرارة يوليو وأغسطس. أما متوسط ارتفاع درجات الحرارة يبلغ 33 سلسيوس (91 درجة فهرنهايت). ويعد شهر يناير أبرد شهور السنة متوسط الدرجات الحرارة المنخفضة يبلغ 7 سلسيوس (45 درجة فهرنهايت). الأمطار شحيحة وتهطل بين شهري نوفمبر ومارس، ويبلغ معدل الأمطار السنوية قرابة (116 ملم). وتهب الرياح على المدينة من الناحية الجنوبية الغربية. يصل أعلى معدل لسرعة الرياح في الشتاء إلى 60 كم في الساعة (نحو 7.3 عقدة/ساعة)، وأعلى سرعة للرياح في كامل السنة هي في شهر يناير بنحو 7.6 عقدة/ساعة، وقد ترجع هذه السرعة إلى مرور المنخفضات الجوية التي عادة ما تصاحبها رياح شديدة. تبلغ سرعة الرياح أدنى معدلاتها في فصل الصيف، فيبلغ المتوسط الفصلي حوالي 5 عقدة/ساعة، وينخفض متوسط سرعة الرياح في فصل الربيع عما هو في فصل الشتاء ليبلغ 6.7 عقدة/ساعة، وتقل سرعة الرياح في الخريف عن فصل الشتاء والربيع بينما تزيد عن فصل الصيف إذ تبلغ 5.6 عقدة/ساعة.
| البيانات المناخية لـغزة      | البيانات المناخية لـغزة | البيانات المناخية لـغزة | البيانات المناخية لـغزة | البيانات المناخية لـغزة | البيانات المناخية لـغزة | البيانات المناخية لـغزة | البيانات المناخية لـغزة | البيانات المناخية لـغزة | البيانات المناخية لـغزة | البيانات المناخية لـغزة | البيانات المناخية لـغزة | البيانات المناخية لـغزة | البيانات المناخية لـغزة |
| الشهر                        | يناير                   | فبراير                  | مارس                    | أبريل                   | مايو                    | يونيو                   | يوليو                   | أغسطس                   | سبتمبر                  | أكتوبر                  | نوفمبر                  | ديسمبر                  | المعدل السنوي           |
| ---------------------------- | ----------------------- | ----------------------- | ----------------------- | ----------------------- | ----------------------- | ----------------------- | ----------------------- | ----------------------- | ----------------------- | ----------------------- | ----------------------- | ----------------------- | ----------------------- |
| متوسط درجة الحرارة الكبرى °ف | 63                      | 63                      | 68                      | 79                      | 84                      | 88                      | 91                      | 91                      | 88                      | 82                      | 75                      | 66                      | 78                      |
| متوسط درجة الحرارة الصغرى °ف | 45                      | 45                      | 48                      | 55                      | 59                      | 64                      | 68                      | 70                      | 66                      | 63                      | 54                      | 46                      | 57                      |
| الهطول إنش                   | 3.0                     | 1.9                     | 1.5                     | 0.2                     | 0.1                     | 0                       | 0                       | 0                       | 0                       | 0.6                     | 1.8                     | 2.8                     | 11.9                    |
| متوسط درجة الحرارة الكبرى °م | 17                      | 17                      | 20                      | 26                      | 29                      | 31                      | 33                      | 33                      | 31                      | 28                      | 24                      | 19                      | 26                      |
| متوسط درجة الحرارة الصغرى °م | 7                       | 7                       | 9                       | 13                      | 15                      | 18                      | 20                      | 21                      | 19                      | 17                      | 12                      | 8                       | 14                      |
| الهطول مم                    | 76                      | 49                      | 37                      | 6                       | 3                       | 0                       | 0                       | 0                       | 0                       | 14                      | 46                      | 70                      | 301                     |
| المصدر: قناة الطقس           |                         |                         |                         |                         |                         |                         |                         |                         |                         |                         |                         |                         |                         |

## السكان
| السنة         | التعداد السكاني |
| ------------- | --------------- |
| 1596          | 6,000           |
| 1838          | 15,000-16,000   |
| 1882          | 16,000          |
| 1897          | 36,000          |
| 1906          | 40,000          |
| 1914          | 42,000          |
| 1922          | 17,426          |
| 1945          | 32,250          |
| 1982          | 100,272         |
| 1997          | 306,113         |
| 2004 (تقديري) | 342,247         |
| 2006 (تقديري) | 395,680         |
| 2009          | 449,221         |

وفقا للإحصاءات العثمانية في عام 1557، كان عدد الذكور 2477. حسب الإحصائيات عام 1596 أظهرت أن عدد المسلمين كان كالتالي (456 أسرة، 115 عزاب، 59 شخص ديني و19 شخص من ذو الاحتياجات الخاصة). أضف إلى أعداد المسلمين، كان عدد الجنود العثمانيون 119 جندي. أما المسيحين كان عدد الأسر 294 أسرة و7 أشخاص عزاب، بينما كان عدد الأسر اليهودية ما يقارب 73 أسرة و8 أسر من السامريون. في المجموع، بلغ عدد سكان غزة 6,000 نسمة وكانت في المركز الثالث كبراً من حيث عدد السكان في فلسطين العثمانية بعد القدس وصفد.
في عام 1838، كان عدد المسلمين 4,000 نسمة و 100 من المسيحيين (دافعين للضرائب مقابل حمايتهم) وبالتالي بلغ عدد السكان النهائي 15,000 أو 16,000 نسمة وأصبحت أكبر من القدس من حيث عدد السكان في ذلك الوقت. العدد الكامل للأسر المسيحية بلغ 57 أسرة. قبل الحرب العالمية الأولى بلغ عدد سكان غزة حوالي 42,000 نسمة، وأدى القتال ما بين القوات العثمانية والألمانية وقوات التحالف إلى انخفاض أعداد سكان غزة.
حسب الإحصائيات عام 1997، من قبل الجهاز المركزي للإحصاء الفلسطيني بلغ عدد سكان غزة مع مخيم الشاطئ 353,115 منهم 50,9% ذكور و49,1% إناث. تمتاز غزة بكثرة الشباب بنسبة 60,8% وتتراوح أعمارهم ما بين (0-19 سنة). 28,8% من السكان تتراوح أعمارهم (20-44 سنة)، 7,7% ما بين (45-64 سنة)، وبلغت نسبة الذين تجاوزت أعمارهم 64 عام 3,9%.
بلغ عدد سكان غزة 590,400 نسمة. سكان مدينة غزة وفلسطين عامة ينحدرون من أصول سامية، وكجميع سكان البحر الأبيض المتوسط لهم ملامح عربية سمراء ومتنوعة لا تخلو من تأثيرات متوسطية.
في سنتي 2023 و2024 مارست قوت الاحتلال الإسرائيلي قصفا مباشرا على السكان المدنيين حيث قتلت ما يزيد عن 40 ألف فلسطيني جلهم نساء وأطفال من سكان غزة

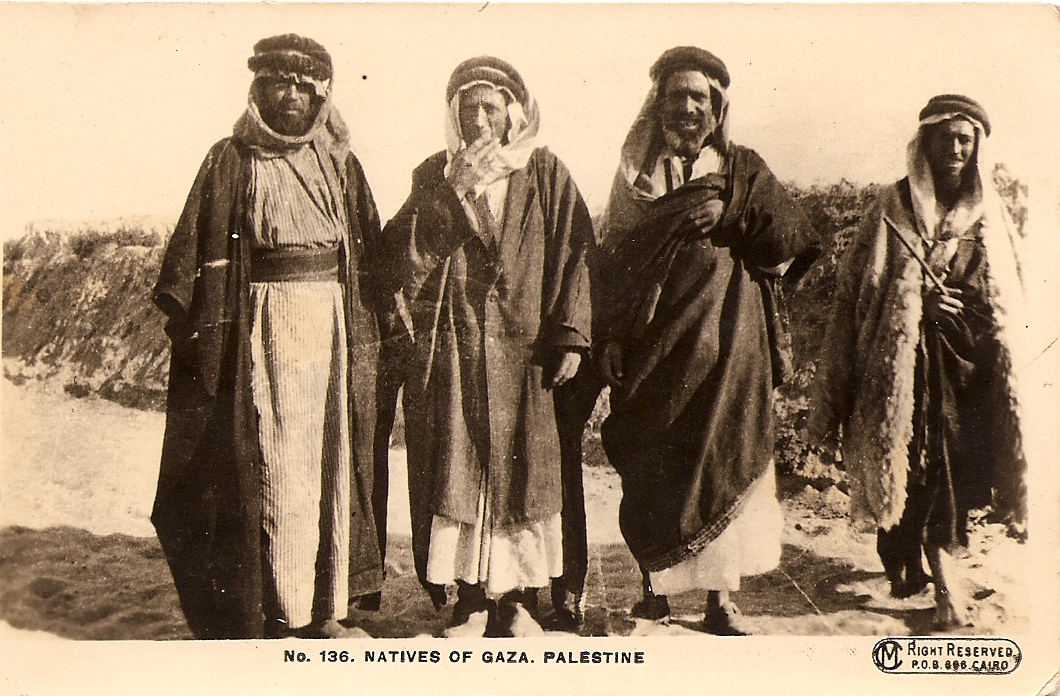
سكان غزة بلباس تقليدي

### الدين
ينتمي معظم سكان غزة إلى الدين الإسلامي السني. عندما كانت غزة تتبع الدولة الفاطمية، كان الشيعة مسيطرين على غزة، ولكن بعدما استرجعها القائد صلاح الدين الأيوبي رقي بالنهج السني بصرامة دينية وتعليمية، مما كان له دور في توحيد جنوده العربي والترك.
توجد أقلية صغيرة من المسيحيين الفلسطينيين حوالي 3,500 نسمة تعيش في المدينة. وغالبية من المسيحيين تعيش في غزة في حي الزيتون في المدينة القديمة، وينتمون إلى الأرثوذكسية الشرقية من القدس، والروم الكاثوليك، والطوائف المعمدانية. في عام 1906، لم يكن هناك سوى 750 مسيحي، منهم 700 شخص يتبعون الأرثوذكسية و50 يتبعون الكنيسة الرومانية الكاثوليكية.
استوطن اليهود غزة منذ زمن،  في أسرة يهودية تعيش في غزة  غادر معظمهم من قطاع غزة بعد الثورة الفلسطينية 1929، حينما تكون مجتمعهم من خمسين أسرة. في إحصائيات سامي هداوي للأراضي والسكان، كان عدد سكان غزة 34,250 نسمة، في عام 1945. غادر معظمهم من المدينة بعد حرب عام 1948، وذلك بسبب انعدام الثقة المتبادلة بينهم وبين الأغلبية العربية.
تحتوي غزة على العديد من مباني العبادة القديمة من أبرزها الجامع العمري، كنيسة القديس برفيريوس ومسجد السيد هاشم حيث يرقد قبر جد الرسول محمد.

## الاقتصاد

سوق في غزة

كانت المدينة ولا زالت مركزًا مُهمًا من حيث موقعها الإستراتيجي بين القارتين الآسيوية والإفريقية ووقوعها على شاطئ البحر الأبيض المتوسط الذي يجعل منها ميناء مهما للتجارة وأعمال الصيد، ولكن صعوبة نقل البضائع عبر المعابر مع إسرائيل وعدم سلاسة النقل مع مصر يجعل حجم التبادل التجاري ضئيلًا مع الحجم المفترض بسبب الموقع الجغرافي. نما الاقتصاد في غزة بنسبة 8% في الأشهر ال 11 الأولى من عام 2010، وبنسبة 5.4% في عام 2009، والنشاط الاقتصادي مدعوم إلى حد كبير من خلال التبرعات والمساعدات الخارجية، والذي يعتبر السبب الرئيسي وراء النمو الذي حدث مؤخرا. غزة مثلها كمثل أي مدينة فلسطينية لا تملك عملة وطنية، ويُستخدم الدينار الأردني والدولار الأمريكي والشيكل الإسرائيلي. ويبلغ معدل الناتج المحلي للفرد 1,763 دولار أمريكي (طبـقًا لإحصائية 1997).
بعد إتفاق أوسلو، تم توظيف الآلاف من السكان في مختلف الوزارات والأجهزة الأمنية، في حين قامت وكالة الغوث والمنظمات الدولية المختلفة التي تدعم تطوير المدينة بتوظيف آخرين.
يوجد في غزة نقص خطير في مجال الإسكان والمرافق التعليمية والمرافق الصحية والبنية التحتية وعدم كفاية نظام الصرف الصحي، وقد ساهمت كل منها بتهديد النظافة وإنشاء مشاكل في الصحة العامة. هُناك عدد من الفنادق في غزة، مثل فندق فلسطين والقصر الكبير وآدم والأمل والقدس وكليف والديرة وبيت مارنا. تقع الفنادق على طول حي الرمال باستثناء فندق فلسطين. لدى الأمم المتحدة نادي الشاطئ في الشارع نفسه. غزة ليست مقصد للسُياح، مُعظم الأجانب يقيمون في الفنادق وهم صحفيين وعمال الإغاثة والأمم المتحدة والعاملين في الصليب الأحمر. الفنادق الراقية تشمل فندق القدس والديرة.
ووفقًا لتقرير صدر مؤخرًا عن منظمة أوكسفام، تبلغ نسبة البطالة في غزة ما يقارب 40% ومن المُتوقع أن تصل إلى 50%. وقد دُمر القطاع الخاص الذي يؤمن بدوره 53% من جميع الوظائف في غزة، وقد أفلست الشركات، بالإضافة إلى أن 75,000 عامل من أصل 110,000 هم الآن من دون وظيفة. في عام 2008، تم تعليق 95% من العمليات الصناعية في غزة بسبب عدم وجود المواد الخام للإنتاج وعدم القُدرة على تصدير ما يُنتج. في يونيو 2005، بلغ عدد المصانع في غزة 3,900 مصنع التي تُوظف 35,000 شخص، ولكن بحلول ديسمبر 2007، لم يبقَ سوى 195 مصنعًا التي تُوظف 1,700 شخص. أُصيبت صناعة البناء والتشييد بالشلل مع عشرات الآلاف من العاطلين عن العمل. كما أُصيب القطاع الزراعي بأضرارًا جسيمة وقرابة 40,000 عاملًا لا يحصلون على أي دخل وكانوا يعتمدون على الزراعة كمحصول نقدي.
في أغسطس 2009، وعدت حماس كل عامل ب100 دولار في شهر رمضان الكريم. أدى زيادة الازدهار نوعًا ما إلى استبدال واسع للعربات التي تجرها الحمير بالتوك توك. ووفقًا لصندوق النقد الدولي، انخفض معدل البطالة ونما الاقتصاد بنسبة 16% في النصف الأول من عام 2010، تقريبًا ضعف سرعة نمو الاقتصاد في الضفة الغربية.
 الزراعة 

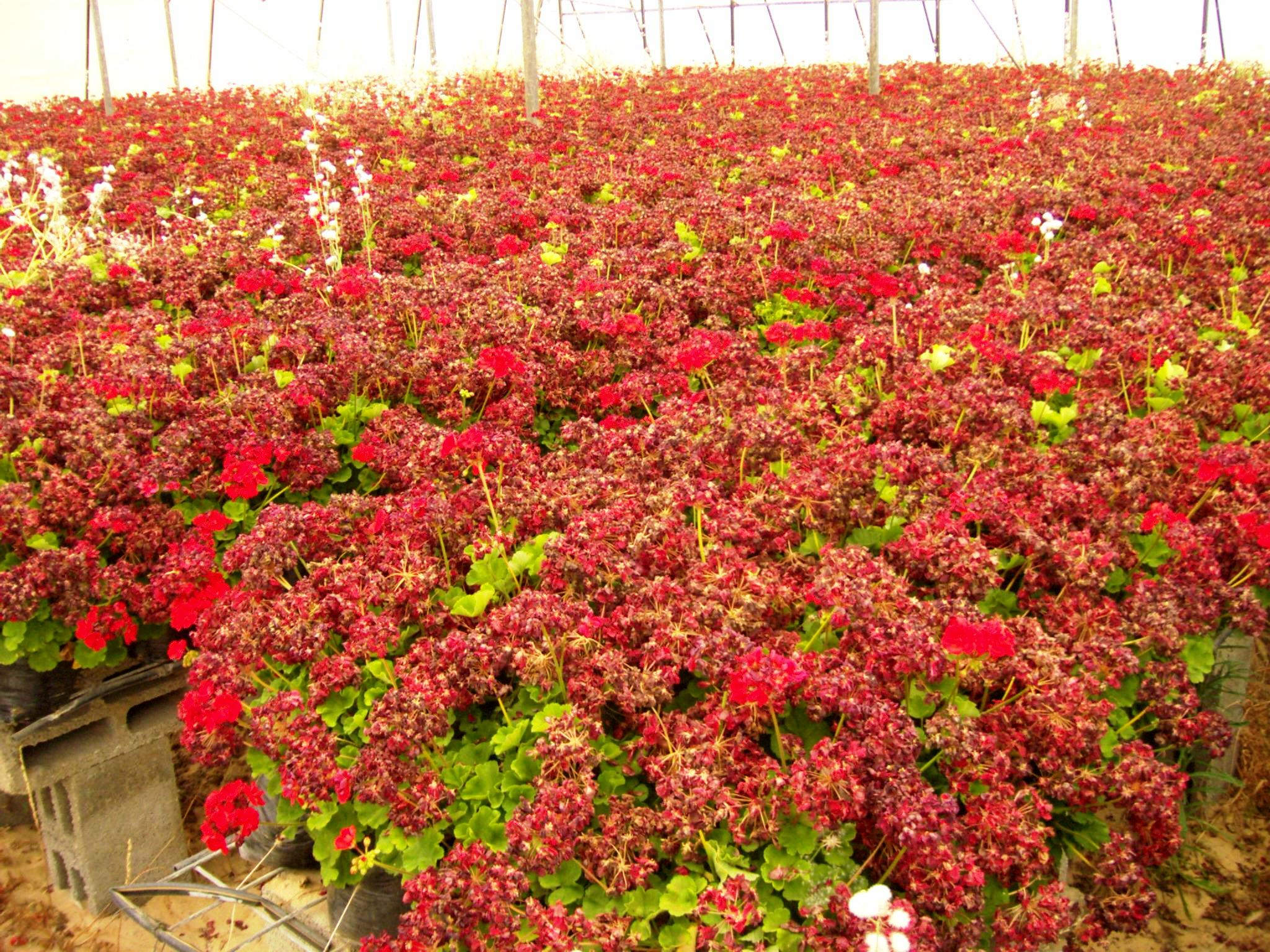
يشتهر قطاع غزة بزراعة وتصدير الزهور.

اشتهرت غزة قديماً بزراعة محاصيل القمح والشعير والقطن والزيتون. وتصديرها إلى العالم العربي والخارجي، وفي غزة الآن العديد من المزروعات وهي: البطاطا، والطماطم، والخيار، والعنب، والفراولة، والتين، والبطيخ، والشمام. وانتشرت فيها البيارات التي تزرع فيها أجود أنواع الحمضيات كالليمون والبرتقال، والتي يعتمد البعض عليها في تغذية النحل.
ويعتمد الري في مدينة غزة على مياه الآبار، ويجري حالياً دراسات لتحلية مياه البحر تقوم بها البلديات في قطاع غزة. كما يعتمد الاقتصاد في غزة بدرجة كبيرة على زراعة وتصدير الأزهار إلى مختلف دول العالم.
ويربي بعض سكان القطاع حالياً الأغنام والماشية، ويعتمدون عليها في تسيير أمور حياتهم، والتي تسهم كذلك في بعض الصناعات المحلية الخفيفة؛ فقد ساهمت بلدية غزة بإنشاء مسلخ حديث ومتطور يتبع أحدث القوانين الصحية والعملية ويعمل أوتوماتيكياً حسب أحدث النظم والأساليب في العالم، ويعتبر من أكثر المسالخ تطوراً في الشرق الأوسط.
 الصناعة 
تشتهر غزة بصناعة عصر الزيتون والصابون الذي يعتمد على الزيت كمادة أولية كما تعتبر صناعة الفخار من أقدم الصناعات الفلسطينية التي اشتهرت بها المدينة والتي تُباع في شوارع أسواق غزة، وكذلك صناعة الغزل والتطريز والبسط التراثية من صوف الماشية والنسيج والملابس القطنية والأثاث المصنوع من الخيزران وصناعة الزجاج الملون كذلك. فقد تم إنشاء قرية الفنون والحرف التي بُنِيَت من الطين على الطراز المعماري القديم، ويمارس عد من الحرفيين الصناعة التقليدية في تلك القرية. وافتُتَح مول غزة الحديث في يوليو 2010.

## السياحة

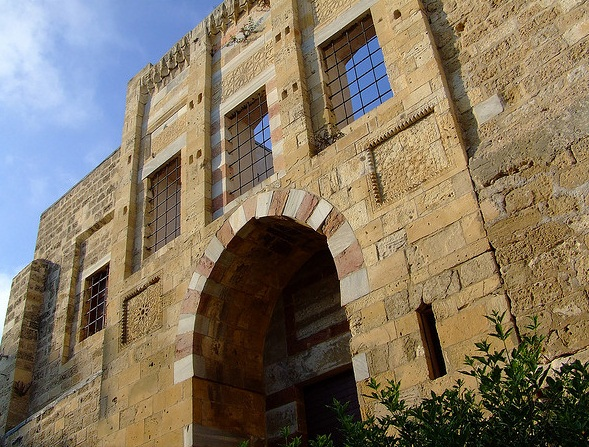
فن العمارة الإسلامية المملوكية بغزة.

تعتمد السياحة في غزة بشكل رئيسي على البحر الذي تشتهر شواطئه برمالها الذهبية البراقة. كما وتعتمد السياحة كذلك على المواقع الأثرية التاريخية المنتشرة في غزة. وتشتهر غزة كذلك بجوها المعتدل صيفاً وشتاءً والذي يشجع الناس بدوره، على ارتياد الشواطئ والحدائق والمنتزهات وعلى قضاء أوقاتهم في المزارع والبيارات وفي المرافق السياحية.
تضم غزة العديد من الآثار منها الرومانية والمسيحية، وتتنوع الآثار الإسلامية بين المساجد والمدارس والزوايا والأسواق والقيساريات والأسبلة والحمامات والقصور التي تجلت فيها روعة العمارة والفنون الإسلامية، علاوة على مكتبة مهمة احتوت على عديد من المخطوطات.
إن أقدم المواقع الأثرية بغزة تل العجول بجنوب المدينة على الضفة الشمالية لوادى غزة، وكان على هذا الموقع مدينة بيت جلايم الكنعانية، ويعتقد أن موقع مدينة غزة القديمة كانت على هذا التل منذ 2000 ق.م. وتضم غزة آثاراً مسيحية مثل دير القديس هيلاريون الذي يعتبر مؤسس حياة الرهبنة في فلسطين وكنيسة الروم الأرثوذكس بحى الزيتون الذي يعود تاريخها إلى بداية القرن الخامس الميلادي وآثاراً إسلامية متنوعة منها المساجد الأثرية كمسجد السيد هاشم الذي يقع بحى الدرج بالمنطقة الشمالية الذي يعود للعصر المملوكي، وجدده السلطان عبد الحميد سنة 1850 م. وتحوى غزة زوايا كالزاوية الأحمدية بحي الدرج، علاوة على المنشآت الأثرية المدنية كالأسواق مثل سوق القيسارية بحى الدرج، وهو ملاصق للجدار الجنوبي للجامع العمرى الكبير، ويعود بناء السوق إلى العصر المملوكي، ويتكون من شارع مغطى بقبو مدبب، وعلى جانبي هذا الشارع حوانيت صغيرة مغطاة بأقبية متقاطعة يطلق عليه سوق القيسارية أو سوق الذهب نسبة إلى تجارة الذهب فيه، والقصور مثل قصر الباشا بحي الدرج المكون من طابقين، ويعود للعصر المملوكي وكان مقراً لنائب غزة في العصرين المملوكي والعثماني، والحمامات كحمام السمرة بحي الزيتون، وهو أحد النماذج الرائعة الباقية للحمامات العثمانية في فلسطين والحمام الوحيد الباقي لغاية الآن في مدينة غزة.
وكذلك تل الرقيش الذي اكتُشف فيه مستعمرة تعود للعهد الفينيقي في هذا التل تحيطها أسوار دفاعية ضخمة ويبلغ طولها حوالي (1600م).

## الثقافة
الأزياء والتطريز 
تعتبر غزة الموطن الأصلي الشاش، القماش من أجل «ثوب غزة» يتم نسجه بالقرب من المجدل (عسقلان). القطن الأسود أو الأزرق أو المقلمة باللونان الزهري والأخضر، والتي تم تصنيعها في المجدل استمرت بالانتشار في باقي مناطق قطاع غزة من قبل اللاجئين من قرى السهل الساحلي حتى التسعينيات. يتميز الثوب الغزاوي بأكمام ضيقة ومستقيمة. وكان التطريز أقل كثافة من تلك المطبقة في الخليل. ومن الزخرفيات تشمل: مقص، مشط وحجاب والتي رتبت في كثير من الأحيان في مجموعات ثلاثية أو خماسية أو سباعية. ويعتبر استخدام الأرقام الفردية في الفولكلور العربي أن يكون فعالا ضد العين الحسود.
 المطبخ 
وقد تأثر المطبخ في قطاع غزة بالأكلات المجاورة حيث تأثرت بمصر بفضل موقعها على ساحل البحر المتوسط. الغذاء الرئيسي للغالبية العظمى من سكان في المنطقة هو السمك. الصناعة الرئيسية بغزة هي صيد الأسماك إما ان تكون مشوية أو مقلية، وتتسم الأطعمة هناك بإضافة الثوم والفلفل الأحمر والكمون ويتم نقعه في مزيج من الكزبرة، الفلفل الأحمر، كمون، ثوم مفروم والليمون. التأثير المصري يظهر أيضا على جانب الاستخدام المُتكرر للفلفل الحار والثوم والشوندرة نكهة لكثير من وجبات الطعام من قطاع غزة. الطبق الوطني لمنطقة غزة هو سماكية.
المراكز الثقافية والمتاحف

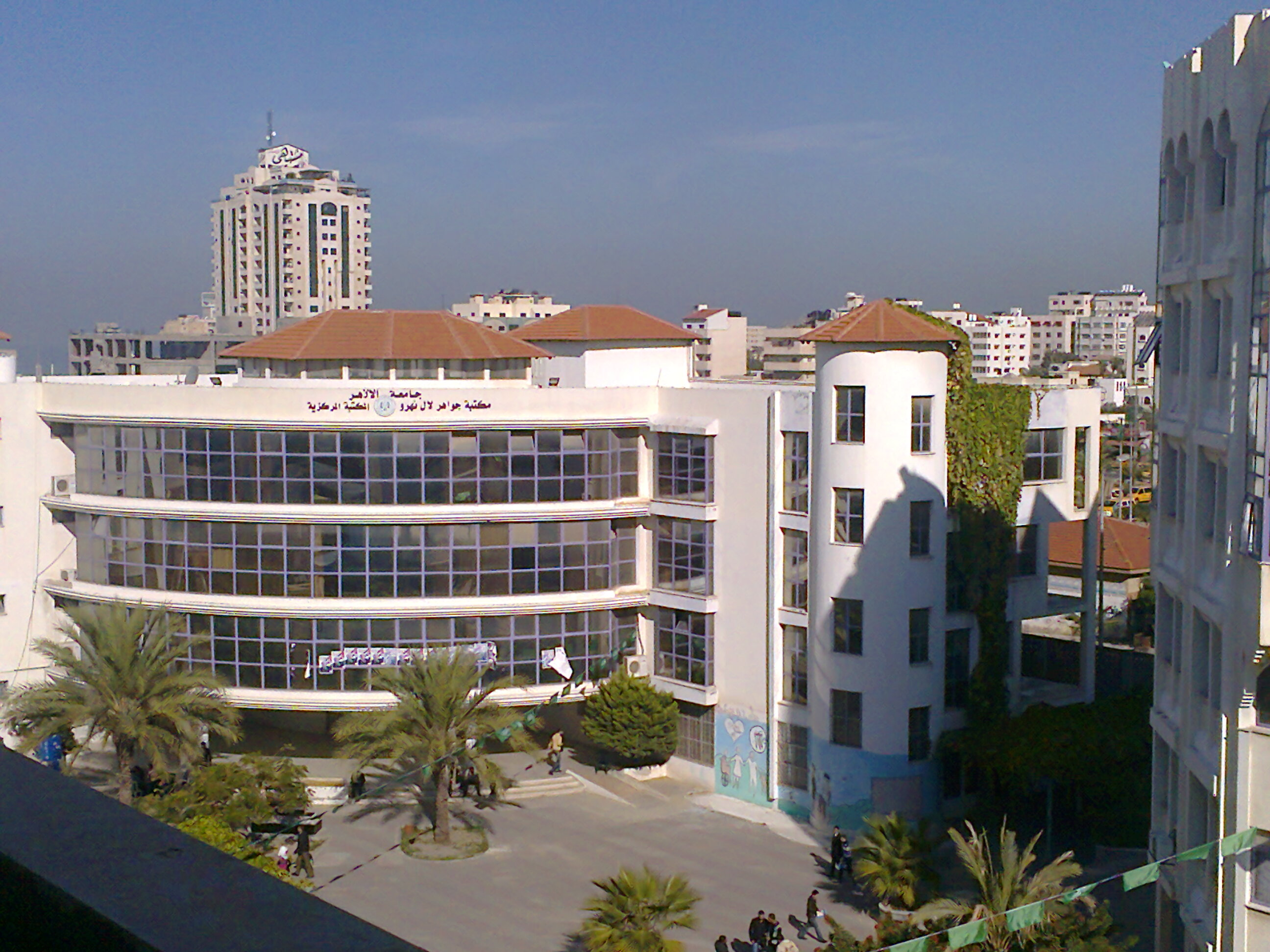
مكتبة جواهر لال نهرو في غزة.

مركز رشاد الشوا الثقافي في غزة.

توجد في غزة عدة مراكز ثقافية منها مركز رشاد الشوا. تم الانتهاء من بناء مركز رشاد الشوا الثقافي في عام 1988 وأطلق عليه اسم مؤسسه الأمين السابق للمدينة ويقع في حي الرمال. البناء مكون من طابقان على شكل مثلث وتؤدي المراكز الثقافية ثلاثة وظائف رئيسية: مكان للتجمعات الكبيرة خلال المهرجانات السنوية ومكان لتنظيم المعارض ومكتبة. المركز الثقافي الفرنسي هو رمز للتعاون والشراكة في قطاع غزة. تقدم المعارض الفنية والحفلات الموسيقية وعروض الأفلام وغيرها من الأنشطة. ويقدم دعوات للفنانين الفرنسيين لعرض أعمالهم الفنية كلما أمكن ذلك، ويقدم دعوات أيضًا إلى الفنانين الفلسطينيين من قطاع غزة والضفة الغربية للمشاركة في المسابقات الفنية.
أنشئت في عام 1998 قرية الفنون والحرف وهي مركز ثقافي للأطفال التي تهدف إلى التشجيع الشامل والمنتظم للفن الإبداعي في جميع أشكاله. وتفاعل المركز مع فئة واسعة من الفنانين من جنسيات مختلفة، ونظم قرابة 100 معرض للفن الإبداعي، والسيراميك، والرسومات، والمنحوتات وغيرها. وقد استفاد ما يقرب 10,000 طفل من مختلف أنحاء قطاع غزة من قرية الفنون والحرف.

## الرياضة

ملعب فلسطين

يقع ملعب فلسطين «الاستاد الوطني الفلسطيني»، في غزة ولديه القدرة على استيعاب 10,000 شخصًا. وهو بمثابة موطن للمنتخب الفلسطيني لكرة القدم، ولكن بعد غارة جوية إسرائيلية تضرر بشدة ميدان الملعب، وقد لعبت مبارياته في الدوحة، قطر. تملك غزة الكثير من الأندية الرياضية والتي تشارك في دوري قطاع غزة. وتشمل خدمات الشاطئ (مخيم الشاطئ)، اتحاد الشجاعية، نادي غزة الرياضي ونادي الزيتون.

## التعليم

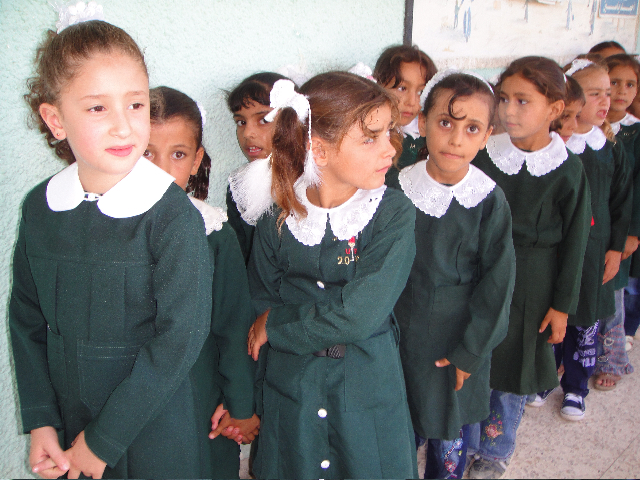
طالبات مصطفة في طوابير استعدادًا للدخول في الصفوف، عام 2009

وفقًا للإحصاء الفلسطيني في عام 1997، كان أكثر من 90% من سكان غزة الذين تزيد أعمارهم على 10 يجيدون القراءة والكتابة. من سكان المدينة، كانوا 140,848 مسجلين في المدارس (39.8% في المدارس الابتدائية، 33.8% في المدارس الثانوية، و 26.4% في المدارس الثانوية العامة). تلقى نحو 11,134 شخص شهادات البكالوريوس أو الماجستير والدكتوراه.
في عام 2006، كان عدد المدارس في غزة 210، وتم تشغيل وبناء 151 منها من قبل وزارة التربية والتعليم الفلسطينية، و 46 من قبل وكالة الأمم المتحدة لإغاثة وتشغيل اللاجئين الفلسطينيين في الشرق الأدنى، و 13 مدرسة خاصة. التحق ما مجموعه 154,251 طالب وكانوا 5,877 يعملون مدرسين. أثر الاقتصاد المضطهد في الوقت الحالي في قطاع غزة. في سبتمبر 2007، كشف استطلاع للأونروا في قطاع غزة، أن الفشل ينتشر بنسبة 80% من الصف الرابع إلى التاسع، وتصل نسبة الفشل في مادة الرياضيات إلى 90%. في يناير 2008، أفادت منظمة الأمم المتحدة للطفولة (يونسيف) أن المدارس في غزة قامت بإلغاء الفئات التي كانت عالية في استهلاك الطاقة، مثل تكنولوجيا المعلومات، ومختبرات العلوم والأنشطة اللاصفية.
يوجد في مدينة غزة عدة جامعات وهي: الجامعة الإسلامية-غزة، جامعة الأزهر-غزة، جامعة الأقصى-غزة (كلية التربية سابقا)، جامعة فلسطين وجامعة الأمة وجامعة القدس المفتوحة وهي تعتمد نظام التعليم المفتوح وتضم حوالي 40,000 طالباً. تأسست الجامعة الإسلامية، التي تتألف من عشرة كليات، من قبل أحمد ياسين ومجموعة من رجال الأعمال في عام 1978، مما يجعلها أول مؤسسة للتعليم العالي في قطاع غزة. في (2006-2007)، فقد بلغ عدد الملتحقين بها 20,021 طالب وطالبة. جامعة الأزهر في غزة والتي تأسست عام 1991، وتأسست جامعة الأقصى في عام 1991. بدأت جامعة القدس المفتوحة تعليمها في مبنى مستأجر في وسط المدينة وكان ذلك عام 1992 وكان عدد الملتحقين بها 730 طالب وطالبة. بسبب الزيادة السريعة في عدد الطلاب، تم تشيد أول مبنى جامعي في منطقة ناصر. في (2006-2007)، فقد بلغ عدد الملتحقين بها 3,778 طالب.
وتقع المكتبة العامة في قطاع غزة قبالة شارع الوحدة، وتحتوي على ما يقارب 10,000 كتابًا في العربية والإنكليزية والفرنسية. ويبلغ مجموع مساحتها حوالي 1410 متر مربع (15,200 قدم مربعة)، ويتكون المبنى من دورين وسرداب. أفتتحت المكتبة في عام 1999، بعد تعاون رئيس بلدية غزة عون الشوا وبلدية دونكيرك، والبنك الدولي. الأهداف الرئيسية للمكتبة تتمثل بتوفير مصادر المعلومات لتلبية احتياجات المستفيدين، وتوفير التسهيلات اللازمة من أجل الوصول إلى مصادر المعلومات المتاحة، وتنظيم برامج ثقافية متنوعة مثل النشاطات الثقافية والندوات والمحاضرات والعروض السينمائية والفيديو والفن ومعارض للكتب. وكذلك يوجد بها العديد من المراكز المهنية والتدريبية التابعة لوزارة التعليم العالي ووكالة الغوث.

### مشاكلالتعليمفي قطاع غزة
هناك العديد من المشاكل التي تواجه التعليم في قطاع غزة متمثلة في الاتي:
- الاكتظاظ الطلابي الكبير في الفصول الدراسية نتيجة لازدياد عدد الطلاب وقلة عدد المدارس. حيث أدت الحروب المتتالية الي تدمير المدارس، وادي الحصار الخانق الي صعوبة إعادة اعمارها
- تعتبر المعابر من المشاكل التعليم في قطاع غزة. حيث استمرار اغلاق المعابر لفترات طويلة يؤدي الي صعوبة التنقل للخارج واستكمال الدراسة
- من المشاكل الأخرى التي تؤثر سلبا على التعليم مشكلة التيار الكهربائي. حيث ادي الانقطاع المستمر للتيار الكهربائي بمعدل 8 ساعات يوميا الي صعوبة مواكبة الطلاب دراستهم وواجباتهم اليومية.

## المعالم
| المجلس التشريعي الفلسطيني وهو بمثابة البرلمان في الأراضي الفلسطينية، له مقرآن، أحدهم في رام الله والثاني في غزة (تعرض للتدمير في حرب غزة عام 2009)، مربوطان بالأقمار الصناعية. شهد المجلس في يناير 1996 أول انتخابات عامة ديمقراطية حرة ومباشرة؛ لاختيار رئيس للسلطة الوطنية الفلسطينية، واختيار ممثلي الشعب الفلسطيني في المجلس. |                       |
| جامعة الأزهر تأسست جامعة الأزهر في العام 1991. وهي مؤسسة أكاديمية مستقلة من مؤسسات التعليم العالي في فلسطين، تعمل بإشراف وزارة التربية والتعليم العالي الفلسطينية. |                       |
| الجامعة الإسلامية تأسست الجامعة الإسلامية بغزة في العام 1978. وهي مؤسسة أكاديمية مستقلة من مؤسسات التعليم العالي في فلسطين، تعمل بإشراف وزارة التربية والتعليم العالي الفلسطينية. خلال الهجوم على قطاع غزة (2008 - 2009) تعرضت الجامعة لقصف إسرائيلي من الجو في منتصف ليل الإثنين 29 ديسمبر 2008، وقد استهدف القصف مبنى المختبرات العلمية في الجامعة والمكون من خمسة طوابق. |                       |
| الجامع العمري الكبير يقع في حي الدرج يعتبر هذا الجامع بمئذنة الرشيقة أكبر المساجد الأثرية وأهمها في مدينة غزة وأقدم جزء في الجامع العمري بازيليكي الطراز ويعود إلى القرن الثاني عشر الميلادي. كان في الأصل معبد وثني، وقد كرسه البيزنطيين إلى كنيسة الأرثوذكسية اليونانية، ومن ثم حولوه العرب إلى مسجد في القرن الثامن. وقاموا الصليبييون بتحويله إلى كنيسة مرة أخرى، ولكن في النهاية قاموا المسلمين بتحويله إلى مسجد. والذي يعتبر الأكبر والأقدم في قطاع غزة.، وقد أضيف للجامع عدة إضافات في العصر المملوكي والعثماني.                           |                       |
| جامع السيد هاشم يقع بحي الدرج "مدينة غزة القديمة"، ويعد من أجمل جوامع غزة الأثرية وأكبرها، وهو عبارة عن صحن مكشوف تحيط به أربع ظلات أكبرها ظلة القبلة وفي الغرفة التي تفتح على الظلة الغربية ضريح السيد هاشم بن عبد مناف جد الرسول محمد الذي توفى في غزة أثناء رحلته التجارية "رحلة الصيف". وقد أنشئ المسجد على يد المماليك، وجدده السلطان عبد الحميد سنة 1850 م-1268 هـ، وسميت مدينة غزة "بغزة هاشم" نسبة إليه. | مأذنة مسجد السيد هاشم |
| كنيسة الروم الأرثوذكس تقع بحي الزيتون، ويعود تاريخ بنائها إلى بداية القرن الخامس الميلادي أما الأبنية الحالية فتعود إلى القرن 12 م، تمتاز هذه الكنيسة بالجدران الضخمة المدعمة بأعمدة رخامية وجرانيتية تثبت بوضع أفقي لدعم الجدران بالإضافة إلى الأكتاف الحجرية، ولقد جددت الكنيسة سنة 1856 م، وفي الزاوية الشمالية الشرقية منها يوجد قبر القديس برفيريوس الذي توفى سنة 420 م. يشار إلى أن عدد المسيحيين في قطاع غزة هو في حدود 2000 مسيحي فقط. وأن 70% منهم هم من الأرثوذكس ويتبعون مرجعية القدس أما الباقي فهم من الكاثوليك ويتبعون مرجعية روما. |                       |
| ساحة الجندي المجهول تقع في حي الرمال، هو نصب تذكاري مُخصص لمقاتلة فلسطينية مجهولة التي لقت حتفاها في حرب عام 1948. في عام 1967، قامت القوات الإسرائيلية بهدم النصب، وبقت قطعة من الأرض الرملية، حتى تم بناء حديقة عامة هناك بتمويل من النرويج. |                       |
| منتزه بلدية غزة يقع في حي الرمال. |                       |
| المسجد المغربي يقع في حي الدرج محلة بني عامر وهو مساجد الأثرية القديمة، أنشئ في القرن التاسع وأقام فيه الولي الصالح الشيخ محمد المغربي واتخذه كزاوية له فاشتهر به ولما توفي دفن بمغارة كبيرة تحت إيوان وبني بساحته قبر إشارة له ومكتوب عليه تاريخ وفاته سنة 864هـ، وكان سقفه من جريد النخل ويعرف بمسجد السواد وتجدد في القرن الثالث عشر وكانت هناك العديد من التصليحات عليها على مر العوام. |                       |

## البنية التحتية

### الخدمات

#### إمدادات المياه والصرف الصحي

مباني حديثة في غزة

ووفقًا لتعداد المكتب المركزي للإحصاء الفلسطيني عام 1997، فقد كان 98,1% من سكان غزة يملُكون إمدادات المياه العامة في حين أن البقية يستخدمون النظام الخاص. تم ربط حوالي 87.6% إلى نظام الصرف الصحي العام و 11.8% يستخدمون البالوعة.
بسبب القيود الشديدة التي فُرضت على إمدادات المياه في غزة، ونظام الصرف بها. لم تعد تعمل الآبار الستة الرئيسية لمياه الشرب، وحوالي 50% من السكان لا يحصُلون على المياه بشكل منتظم. يتسرب يوميًا حوالي 20 مليون لتر من مياه الصرف الصحي الخام و40 مليون لتر من المياه المعالجة جُزئيًا في البحر الأبيض المتوسط نظرًا لقطع الكهرباء وعدم وجود الوقود وقطع الغيار في محطات المعالجة في قطاع غزة. وتزعم البلدية أن تراكم القمامة في الشوارع والطرق وفي الآبار، وفيضانات مياه الصرف الصحي في تتسبب خطر تفشي الأمراض والأوبئة الحشرية، وكذلك الفئران وفي المناطق السكنية.
الرعاية الصحية

مدخل مُستشفى القدس

توجد في المدنية عدة مشافي منها مستشفى القدس، والذي يقع في حي تل الهوى، ويديرُه جمعية الهلال الأحمر الفلسطيني، ويعد ثاني أكبر مستشفى في غزة.
ونتيجة القيود الصارمة على الوقود والكهرباء؛ تُعاني المستشفيات حاليًا من انقطاع التيار الكهربائي الدائم الذي يصل إلى 8-12 ساعة يوميًا. يُوجد حاليًا نقص 60-70 في المئة في وقود الديزل اللازم لمولدات الكهرباء التي أُبلغ عنها. ووفقًا لمنظمة الصحة العالمية، تم رفض تصاريح مغادرة 18.5% من المرضى الذين قدموا تصاريح لكي يتلقوا العلاج الطارئ في المستشفيات خارج قطاع غزة في عام 2007.
النقل والمواصلات

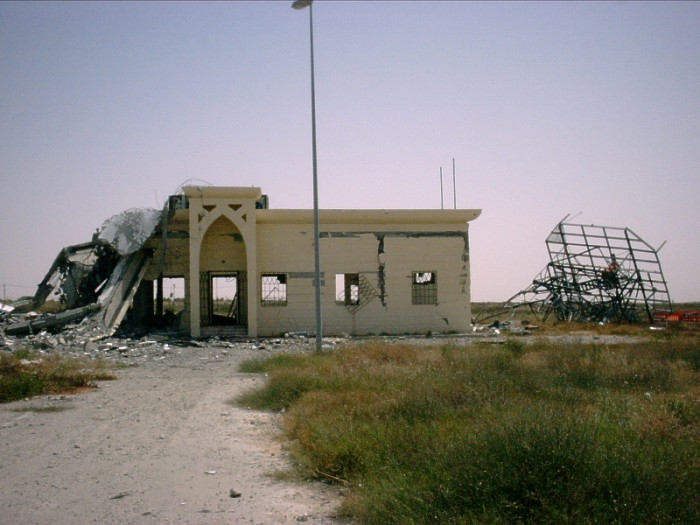
مطار ياسر عرفات الدولي بالقرب من مدينة رفح والذي دمر على يد الجيش الإسرائيلي

يمتد شارع رشيد الساحلي والذي يمتد على طول ساحل غزة ويربطها مع بقية الساحل الشمالي في قطاع غزة ومع جنوبه. الطريق الرئيسي في قطاع غزة، هو شارع صلاح الدين (فيا ماريس الحديثة) والذي يمر عبر وسط مدينة غزة، والذي يربط بدوره دير البلح وخان يونس ورفح في جنوب القطاع وجباليا وبيت حانون في شمال قطاع غزة. المعبر الشمالي من شارع صلاح الدين في إسرائيل هو معبر بيت حانون ومعبر من مصر هو معبر رفح. وقد تم إغلاق المعابر من قبل إسرائيل ومصر منذ عام 2007، ولكن بعد الثورة المصرية قد تم إعادة فتح معبر رفح ولن دون تغيرات تذكر.
يعتبر شارع عمر المختار الشارع الرئيسي في مدينة غزة للتنقل من الشرق إلى الغرب وبالعكس، وهو فرع من شارع صلاح الدين، والذي يمتد من ساحل الرمال في المدينة القديمة وينتهي في سوق الذهب. وقبل الحصار المفروض على قطاع غزة، كان هناك خطوط منتظمة لسيارات الأجرة نحو مدينتان رام الله، القدس والخليل في الضفة الغربية.
مطار ياسر عرفات الدولي والذي تم افتتاحه عام 1998 بالقرب من مدينة رفح، ويقع على بعد 40 كم (25 ميل) جنوب قطاع غزة. تضررت المدارجات والمنشآت التابعة للمطار إلى حد كبير خلال الانتفاضة الفلسطينية الثانية على يد الجيش الإسرائيلي وهو معطل عن العمل حالياً. يقع مطار بن غوريون الدولي في إسرائيل على بعد 75 كم (47 ميل) شمال شرق المدينة.، وبطبيعة الحال لا يمكن استخدامه من قبل المواطنين الفلسطينيين.

## معاناة المدينة
الحصار

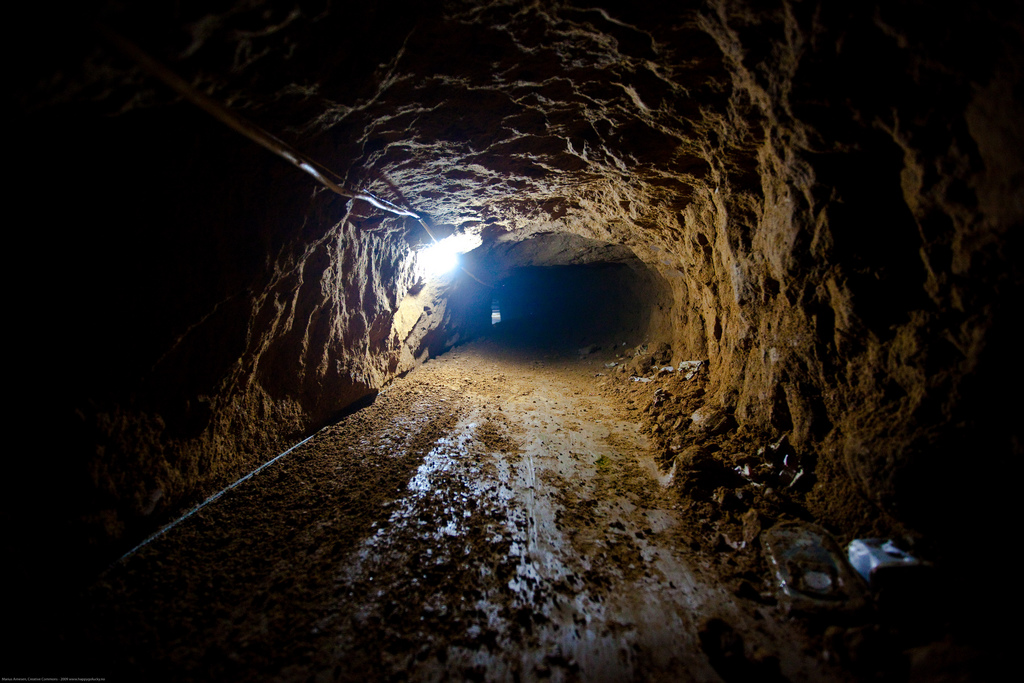
تعتبر أنفاق التهريب الواصلة للجانب المصري من الطرق الرئيسية لدخول السلع التجارية للتجار في غزة بالإضافة للأسلحة بعد الحصار.

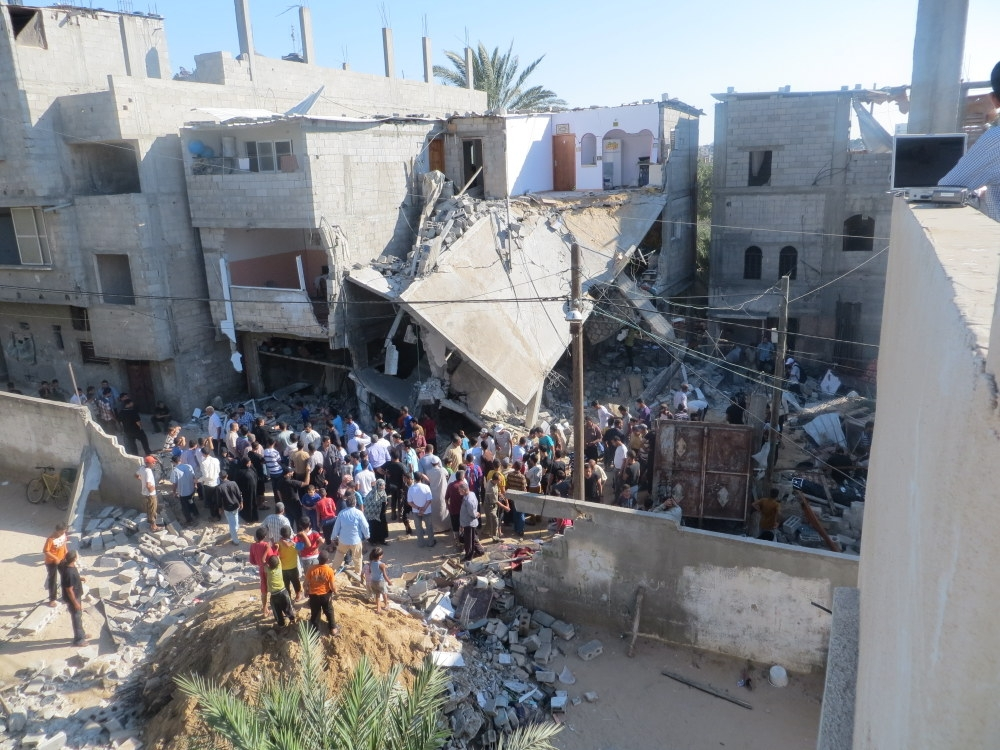
مبنى مدمر بعد القصف

تقوم السلطات الإسرائيلية بحصار قطاع غزة وبالتالي المدينة حصاراً كاملاً حيث تمنع السفر من وإلى غزة وتمنع عنها مواد البناء والمواد التموينية والأدوية والمحروقات بأنواعها، وقد دمر هذا الحصار الاقتصاد الغزاوي بشكل شبه كامل. وفي أوائل سنة 2009 بدأت إسرائيل في ضرب قطاع غزة كاملاً. وقد زعمت إسرائيل بأن حماس تهدد أمنها وسكانها.
ولكن الشعب الفلسطيني ولم يستسلم وإنما بادر بشق الأنفاق عند حدود الأراضي المصرية، وساعدت هذه الأنفاق بدخول جميع مستلزمات الحياة من مواد غذائية ومواد بناء وأسلحة وأجهزة كهربائية والسيارات. وبعد عام من شن إسرائيل الحرب على غزة قاموا بعقد عدة اتفاقيات وتهدئات ساهمت بتهدئة الوضع في قطاع غزة وفتح معبر رفح والسماح للمُسافرين بالدخول والخروج من المدينة ولكن بتنسيق من حُكومة حماس المُقالة والسلطة المصرية.
ما زال المواطن الفلسطيني يعاني من أزمة الغلاء المعيشي بالإضافة للمعونات التي تقدم للمواطنين فهي تقدم فقط لعائلات معينة وليس للجميع. ومع ذلك فإن سكان قطاع غزة يعيشون في نعيم أكثر من الضفة الغربية باستثناء تواصل انقطاع التيار الكهربائي بحجة عدم وجود الوقود.
مجزرة غزة

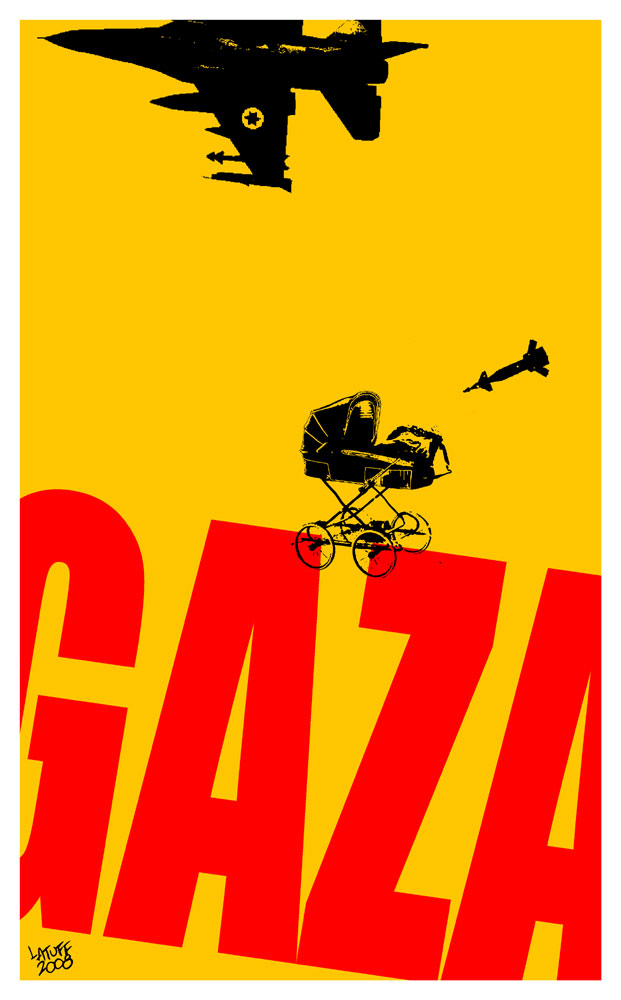
رسم جرافيتي للفنان العالمي كارلوس لاتوف عن حرب غزة 2009.

مجزرة غزة أو محرقة غزة هي عملية إسرائيلية جرت في قطاع غزة على مدار خمسة أيام في شهر فبراير 2008 بدعوى القضاء على عناصر حركة حماس المطلقة للصواريخ على الأراضي الإسرائيلية. وقد جاءت هذه التسمية بعد أن وصف وزير الدفاع الإسرائيلي إيهود باراك ما تفعله القوات الإسرائيلية في غزة بهولوكوست أو إبادة عرقية أو محرقة للفلسطينيين في قطاع غزة إثر مقتل جنديين إسرائيليين على يد عناصر من حركة حماس أثناء مقاوماتها للقوات الإسرائيلية؛ فتبنى التسمية عدد كبير من الكتاب والمفكرين والشخصيات السياسية والدينية العرب والمسلمين، حيث يرونها اسم مناسب للعملية، حيث راح ضحيتها 116 شخص من ضمنهم 26 طفلاً فضلاً عن غيرهم من المدنيين ما بين قتيل وجريح. وفي نفس اليوم الذي أعلنت فيه انتهاء العمليات العسكرية في غزة؛ أعلنت مصادر إسرائيلية أنها كانت مرحلة أولى، وأنه قد تكون هناك عمليات أخرى في القريب.
العدوان شنته قوات الاحتلال منذ يوم 27 ديسمبر 2008 على قطاع غزة. وقد ذهب ضحية لهذا العدوان حتى اليوم العشرون ما يزيد على 5,000 مدني شهيد اكثرهم من النساء والأطفال وما يقارب الـ 8,000 جريح من المدنيين، ومعظم الجرحى أصبحوا عاجزين أما أهل غزة فقد ظلوا صابرين يواجهون أكبر ترسانة عسكرية بصُدور عارية وقُلوب ثابتة في مواجهة 10,000 طن من القنابل ألقُيت عليهم ومنها قنابل محرمة دوليًا.
وقد شهدت فترة العدوان أكبر انتفاضة عالمية ضد المجزرة التي ترتكبها إسرائيل ضد أطفال ونساء وعجائز غزة، حيث عرضت وسائل الاعلام صوراً بشعة من غزة هزت العالم فنزلت الشعوب بمئات الألوف تبكي في الشوارع وتطالب بالتحرك لوقف العدوان والجرائم والمحارق والقنابل الإسرائيلية، وأصبحت غزة مدينة عالمية ورمزاً فلسطينياً كبيراً. وقام بعض الفنانين العربيين والعالميين بإبداء دعمهم وتأييدهم لنضال الغزاويين ومواساتهم في كارثتهم. ومنهم أول مغني أمريكي يغني لغزة وهو مايكل هارت.
وقد أعلن المسؤولون الإسرائيليون امتداد العمليات العسكرية «حسب الحاجة»، في الوقت الذي ما زالت فيه الدول العربية تتجادل فيما بينها علي ضرورة عقد قمة عربية طارئة. علمًا بأن قطر نادت بعقد قمه عربية مُنذ بداية العدوان الإسرائيلي على غزه لمُناصرة الشعب فيها.
وجاء هذا مصاحبا لجهودات دولية تندد بالهجمات بوصفها هجمات همجية ووحشية وغير إنساية البتة وقد قامت مظاهرات غاضبة في بلدان العالم تندد بالمجزرة. وبعد مرور 22 يوماً توقفت الحرب وانسحبت قوات الصهاينة مهزومة لأنها لم تحقق أهدافها. وخلفت وراءها أكثر من 5000 شهيد وأكثر من 8000 جريح وأكثر من 20000 منزل مدمر.
الجدار الفولاذي

القسم الذي بني تحت الأرض للجدار المصري الفولاذي بين مصر وقطاع غزة والذي يبلغ عمقه من 20 إلى 30 مترا

في ديسمبر 2009، أعلنت مصر عزمها بناء الجدار الفولاذي تحت الأرض بين رفح المصرية وقطاع غزة يصل إلى عمق 30 مترًا وطول 10 كم، من أجل وقف تسلل الفلسطينيين وتهريب السلاح إلى الأراضي المصرية، ووقف تهريب البضائع المصرية بمُختلف أنواعها للأراضي المحتلة.
حيث أن الهدف من إنشاء هذا الجدار العازل هو القضاء على الأنفاق التي تصل بين مصر وقطاع غزة، وحيث أن هذه الإنفاق هي المدخل الوحيد الآن لكل احتياجات الشعب الفلسطيني في قطاع غزة بعد أن فرضت مصر الحصار على معبر رفح وهو المنفذ الوحيد لغزة على العالم، وضيقت الخناق على أهل غزة، وهناك قضية مرفوعة الآن في مصر ضد قانونية هذا الجدار.

## الحكومة
اليوم، تُعد غزة العاصمة الإدارية لمحافظة غزة. وتحتوي على مبنى المجلس التشريعي الفلسطيني، وكذلك المقر الرئيسي لمعظم وزارات السلطة الفلسطينية.
تم تشكيل أول مجلس بلدي في غزة عام 1893 برئاسة علي خليل الشوا. قامت السلطات العثمانية بتعيين أبنه سعيد الشوا عام 1906 عمدة للمدينة. أشرف الشوا على بناء أول مستشفى في غزة وعدة مساجد ومدارس وترميم الجامع الكبير وإدخال المحراث الحديث للمدينة.

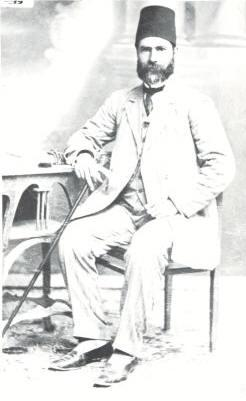
سعيد الشوا أول رئيس بلدية بغزة.

في 24 يوليو 1994، أعلنت السلطة الوطنية الفلسطينية في غزة وتم تأسيس مجلس المدينة الأول في الأراضي الفلسطينية. لم تعقد الانتخابات البلدية الفلسطينية في غزة ولا في رفح أو في خان يونس. بدلاً من ذلك، اختارت حركة فتح مسؤولي الحزب في المدن الصغيرة والبلدات والقرى لإجراء الانتخابات مع افتراض أنهم سيفعلون ما هو أفضل في المناطق الأقل حضرية. مع ذلك، فازت حماس المنافسة بأغلبية المقاعد، إذ حصلت على سبعة من بين 10 بلديات تم اختيارها لأول جولة ووصلت نسبة الإقبال على التصويت إلى 80% تقريباً. شهد عام 2007 مواجهات عنيفة بين الطرفين خلّفت أكثر من 100 قتيل، مما أدى في نهاية المطاف إلى سيطرة حماس على المدينة.
بشكل طبيعي، فإن البلديات الفلسطينية التي يزيد عدد سكانها عن 20,000 نسمة تكون بمثابة مراكز إدارية لها مجالس بلدية، ويتشكل المجلس البلدي الحالي في غزة من 11 عضواً، بينهم رئيس البلدية نزار حجازي.

### رؤساء البلدية
| - سعيد الشوا (1906–1916) - محمود أبو خضرة (1918-1924) - عمر الصوراني (1924-1928) - فهمي الحسيني (1928-1939) - رشدي الشوا (1939-1952) - عمر صوان (1952-1955) - منير الريس (1955-1965) | - راغب العلمي (1965) - رشاد الشوا (1971-1982) - حمزة تركماني (1982-1994) - عون الشوا (1994-2001) - نصري خيال (2001–2005) - مجد أبو رمضان (2005–2008) - رفيق مكي (2008–2014) - نزار حجازي (2014-2019) - يحيى السراج (2019-حاليًا) |

### المدن المتوأمة
| - دونكيرك، فرنسا (1996) - تل أبيب، إسرائيل (1998) ملحوظة: أكدت من قِبل تل أبيب عام 2008 - تورينو، إيطاليا (1997) - تبريز، إيران | - ترومسو، النرويج (2001) - كاشكايش، البرتغال - برشلونة، إسبانيا (1998) - قصرش، إسبانيا (2010) |

## وصلات خارجية
- موقع بلدية غزة
- متحف شهداء محرقة غزة 2009